# Франция
Фра́нция (фр. France, МФА: [fʁɑ̃s]о файле), официальное название — Францу́зская Респу́блика (фр. République française, МФА: [ʁe.py.blik fʁɑ̃.sɛz]о файле) — трансконтинентальное государство, включающее основную территорию в Западной Европе и ряд заморских регионов и территорий в разных частях света.
Столица и крупнейший город — Париж, другие крупные города — Марсель, Лион, Тулуза, Ницца, Нант, Страсбург, Монпелье, Бордо и Лилль. Девиз Республики — «Свобода, равенство, братство», её принцип — правление народа, народом и для народа.
Название страны происходит от этнонима древнегерманского племени франков. Большинство населения Франции имеет смешанное галло-романо-германское происхождение и говорит на французском языке романской группы. Во Франции используются также другие романские языки и диалекты, изолированный баскский язык (во Французской Стране Басков) и кельтский бретонский язык (в Бретани).
Население — 62 814 233 человека в метрополии и 67 848 156 человек с учётом заморских владений (оценка на 1 июля 2020), в том числе около 90 % — граждане Франции. По вероисповеданию на 2019 год большинство населения составляют католики.
Франция является ядерной державой, членом НАТО и одним из пяти постоянных членов Совета Безопасности ООН, входит в состав неформальной группы принятия решений Квинт. С 1950-х годов — одно из государств, участвующих в создании Европейского союза.
Президентско-парламентская республика. Президент с 14 мая 2017 года — Эмманюэль Макрон, премьер-министр с 13 декабря 2024 года — Франсуа Байру. Законодательный орган — двухпалатный парламент (Сенат и Национальное собрание).
Административно-территориальное деление: 18 регионов (13 в метрополии и 5 заморских регионов), включающих 101 департамент (96 в метрополии и 5 заморских департаментов), 5 заморских сообществ и 3 административно-территориальных образования с особым статусом.

## Этимология
Название «Франция» происходит от латинского «Франкия» (лат. Francia), или «страна франков» — от названия германских племён, живших по нижнему и среднему течению Рейна и известных под общим этнонимом «франки» (лат. Franci). В V—VI веках франки завоевали Галлию, где образовали Франкское государство (лат. Regnum Francorum). От этого же этнонима в IX веке образуется название «Франция» (Francia), употреблявшееся сначала для обозначения территории севернее Сены, затем — части распавшегося Франкского государства. Это же название лежит в основе герцогства Франция и области Иль-де-Франс (фр. île de France) «остров Франции» с центром в Париже, ставшей впоследствии ядром формирования государства Франция.
Существуют различные версии о происхождении названия франков. В английском языке, после работ Э. Гиббона и Я. Гримма, этноним «франк» был прочно увязан со словом «свободный». Было высказано предположение о том, что название «франк» означало «свободный», поскольку после завоевания Галлии только франки были свободны от налогообложения. Другая теория состоит в том, что этноним «франк» происходит от протогерманского слова frankon, которое переводится как «копьё», поскольку короткий метательный топор франков был известен как «франциска», однако было установлено, что оружие было названо благодаря использованию франками, а не наоборот. 

## География

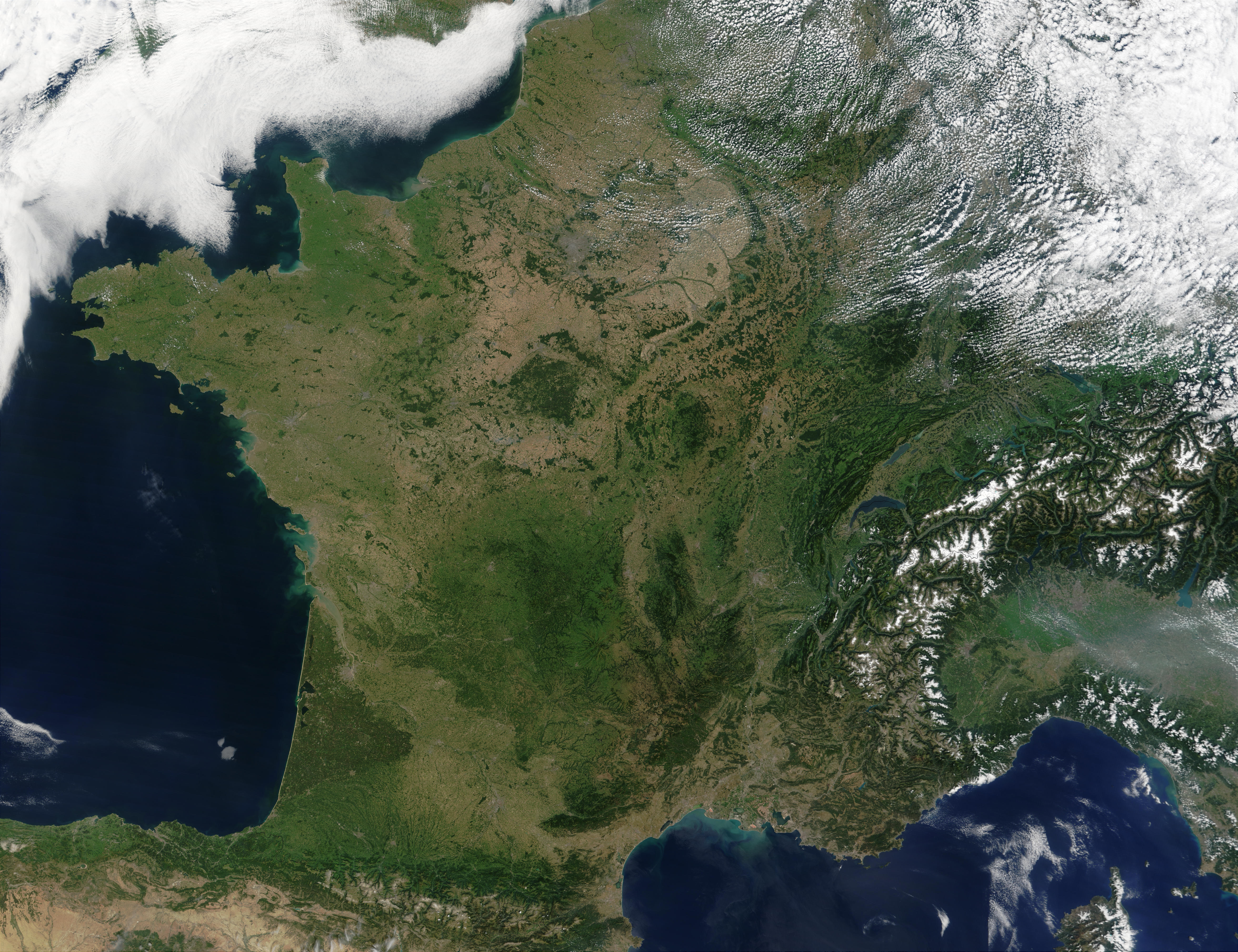
Снимок Франции из космоса

### Географическое положение
Большая часть Франции расположена в Западной Европе, её материковая часть на северо-востоке граничит с Бельгией, Люксембургом и Германией, на востоке — со Швейцарией, на юго-востоке — с Монако и Италией, на юго-западе — с Испанией и Андоррой, на севере имеется морская граница с Великобританией. Францию омывают четыре водных пространства (пролив Ла-Манш, Атлантический океан, Северное море и Средиземное море). На западе и севере территория страны омывается Атлантическим океаном (Бискайским заливом и проливом Ла-Манш), на юге — Средиземным морем (Лионским заливом и Лигурийским морем). Протяжённость морских границ составляет 5500 км.
Франция является самой крупной по территории страной Западной Европы: она занимает почти одну пятую часть территории Европейского Союза, имеет обширные морские пространства (уникальная экономическая зона простирается на территории в 11 млн км²).
Также в состав государства входят остров Корсика в Средиземном море и более двадцати заморских департаментов и зависимых территорий.

Общая площадь страны составляет 551 500 км² (674 685 км² вместе с заморскими владениями).

### Рельеф и геологическое строение

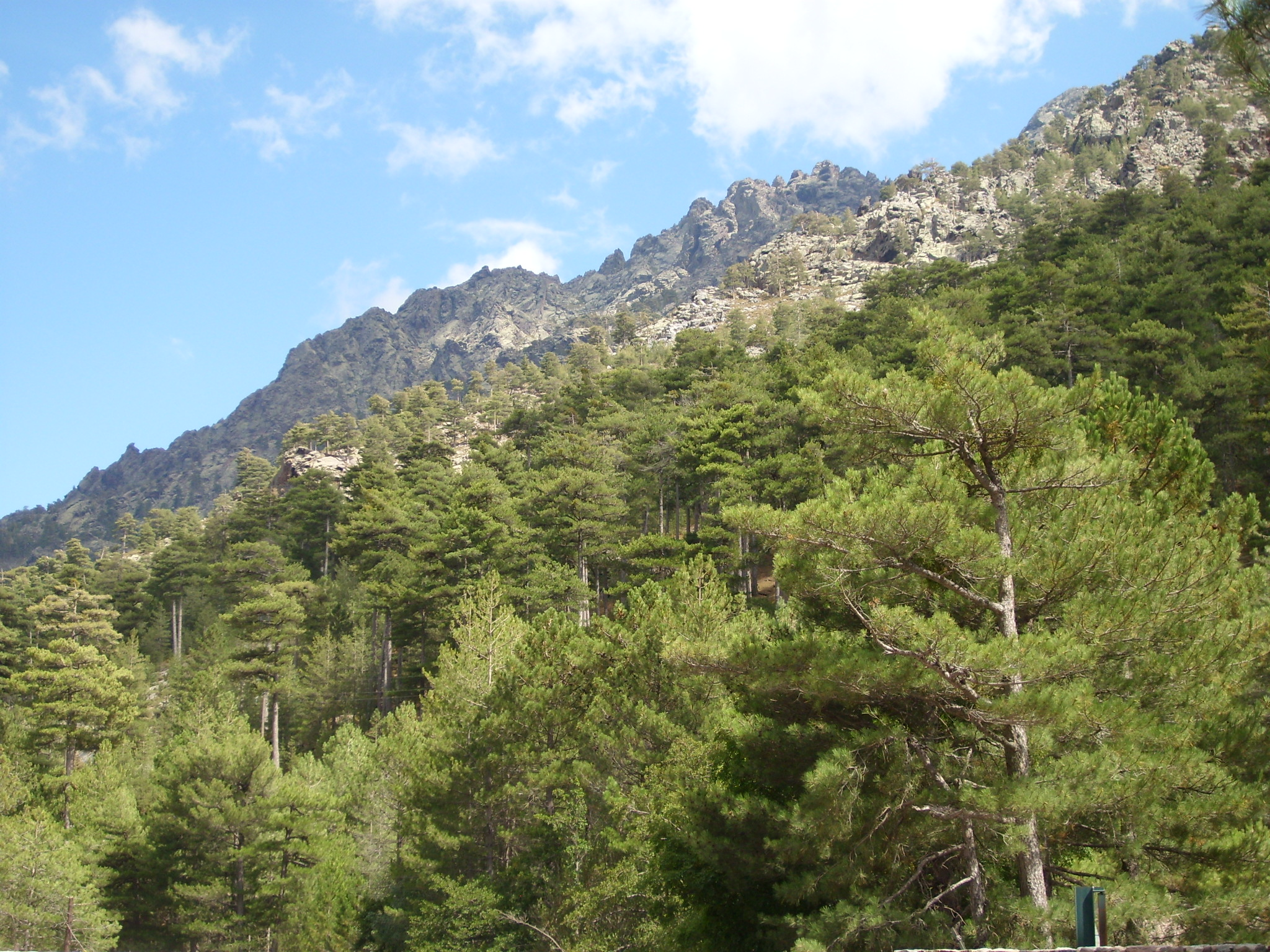
Корсика

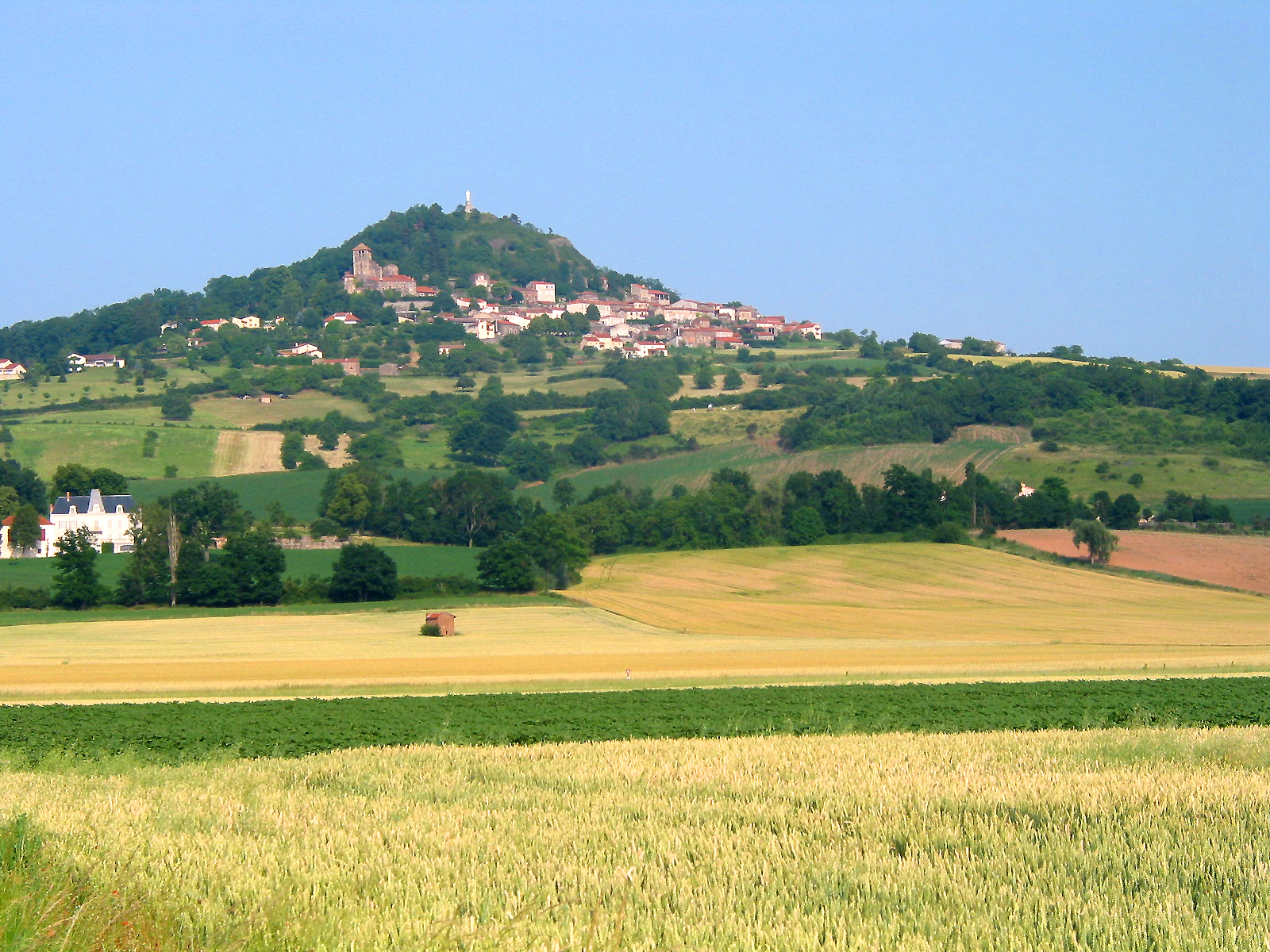
Деревня Уссон у подножия потухшего вулкана в округе Иссуар

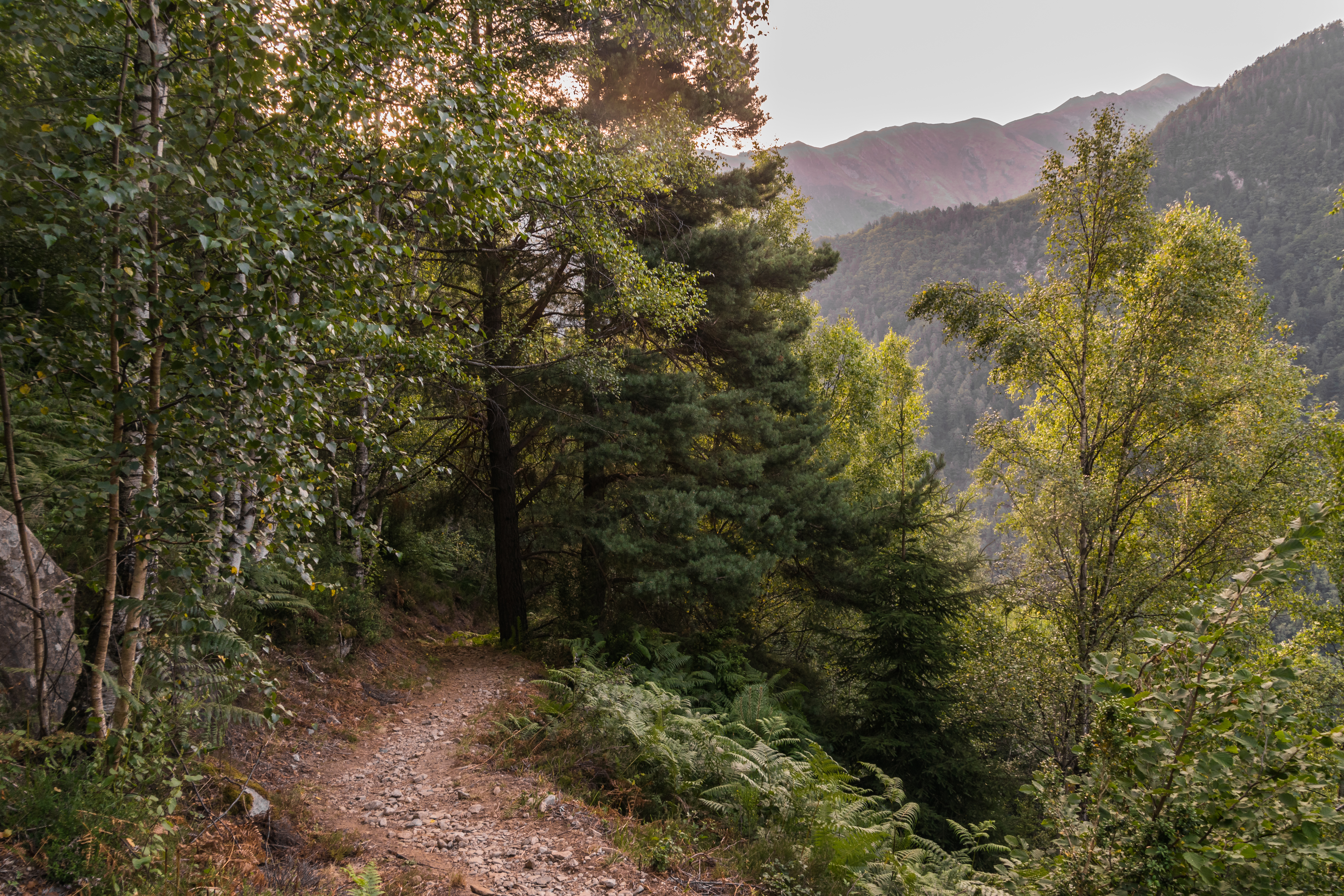
Пиренейский лес в коммуне Оза

На севере и на западе страны расположены равнинные территории и низкогорья. Равнины составляют 2/3 общей территории. Основными горными массивами являются: Альпы, Пиренеи, Юра, Арденны, Центральный массив и Вогезы. Парижский бассейн находится в окружении Армориканского массива, Центрального массива, Вогезов и Арденн. Вокруг Парижа расположена система концентрических уступов гряд, разделённых узкими полосами равнин. Гароннская низменность, расположенная на юго-западе Франции у подножья Пиренеев, — равнинный район с плодородными почвами. Ланды, треугольный клиновидный участок к юго-западу от нижнего течения Гаронны, отличаются менее плодородными почвами и засажены хвойными лесами. Грабен Роны и Соны в юго-восточной Франции образует узкий проход между Альпами на востоке и Центральным Французским массивом на западе. Он состоит из ряда небольших впадин, разделённых сильно расчленёнными поднятыми участками.
В центральных районах и на востоке — средневысотные горы (Центральный массив, Вогезы, Юра). Центральный массив, расположенный между бассейнами рек Луары, Гаронны и Роны, представляет собой крупнейший массив, возникший в результате разрушения древних герцинских гор. Подобно другим древним горным областям Франции, он поднялся в альпийскую эпоху, при этом более мягкие породы в Альпах были смяты в складки, а плотные породы массива разбиты трещинами и разломами. По таким нарушенным зонам поднимались глубинные расплавленные породы, что сопровождалось вулканическими извержениями. В современную эпоху эти вулканы утратили свою активность. Тем не менее на поверхности массива сохранилось много потухших вулканов и других вулканических форм рельефа. Вогезы, отделяющие плодородную долину Рейна в Эльзасе от остальной части Франции, достигают в ширину всего 40 км. Сглаженные и залесённые поверхности этих гор возвышаются над глубокими долинами. Сходный ландшафт преобладает на севере страны в Арденнах. Горы Юра, вдоль которых проходит граница со Швейцарией, расположены между Женевой и Базелем. Они имеют складчатое строение, сложены известняками, более низкие и менее расчленённые по сравнению с Альпами, однако сформировались в ту же эпоху и имеют тесную геологическую связь с Альпами.

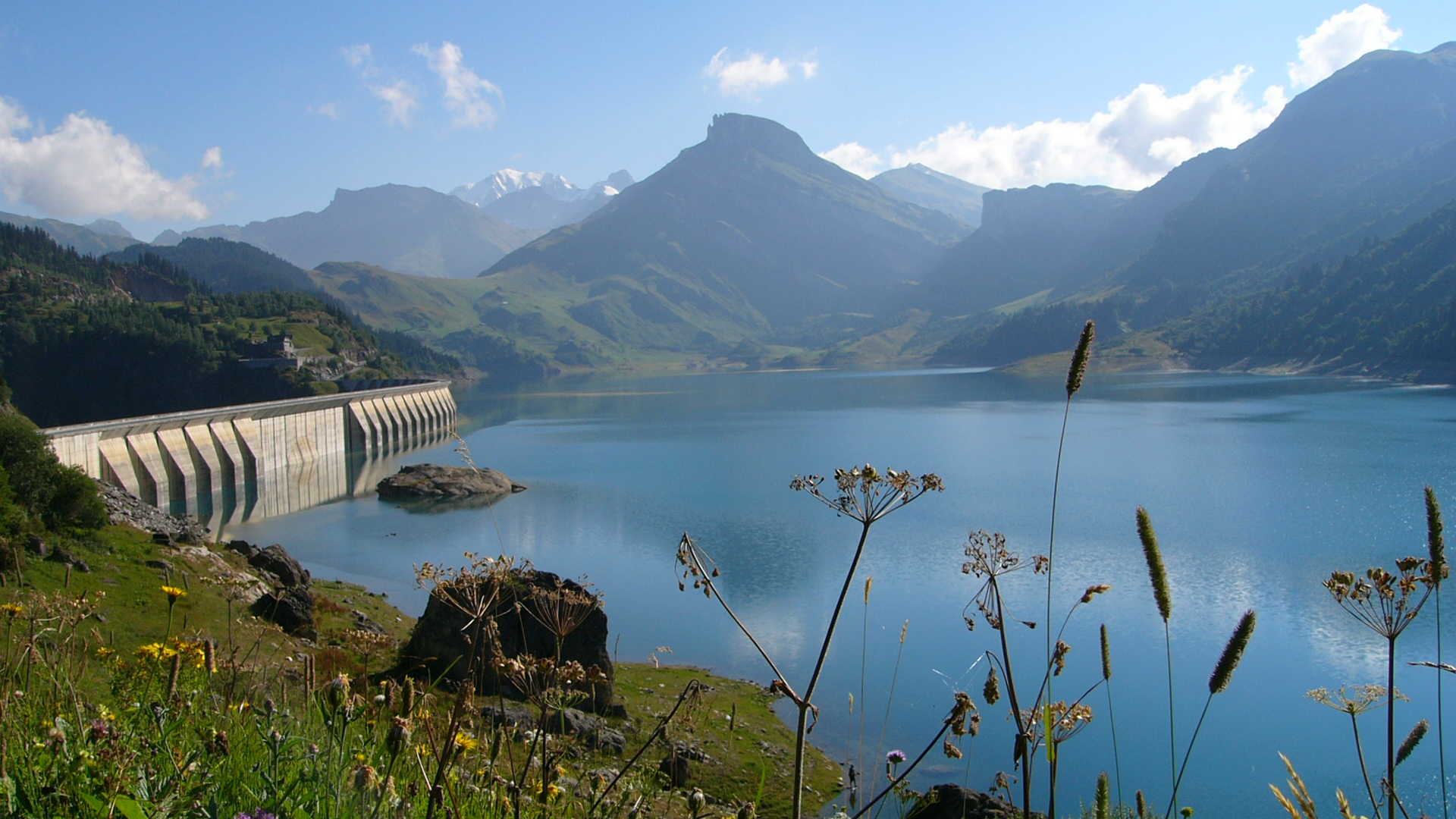
Озеро Рослен

На юго-западе, вдоль границы с Испанией, простирается горная цепь Пиренеев. В ледниковую эпоху Пиренеи не подвергались мощному оледенению. Там нет крупных ледников и озёр, живописных долин и зубчатых гребней гор, характерных для Альп. Из-за значительной высоты и труднодоступности перевалов связи между Испанией и Францией весьма ограничены.
На юго-востоке Альпы частично образуют границу Франции с Италией и Швейцарией (до Женевского озера) и немного простираются в пределы юго-восточной Франции вплоть до Роны. В высоких горах реки выработали глубокие долины, а ледники, занимавшие эти долины в ледниковую эпоху, расширили и углубили их. Здесь же находится наивысшая точка Франции — самая высокая гора Западной Европы — гора Монблан, 4807 м.

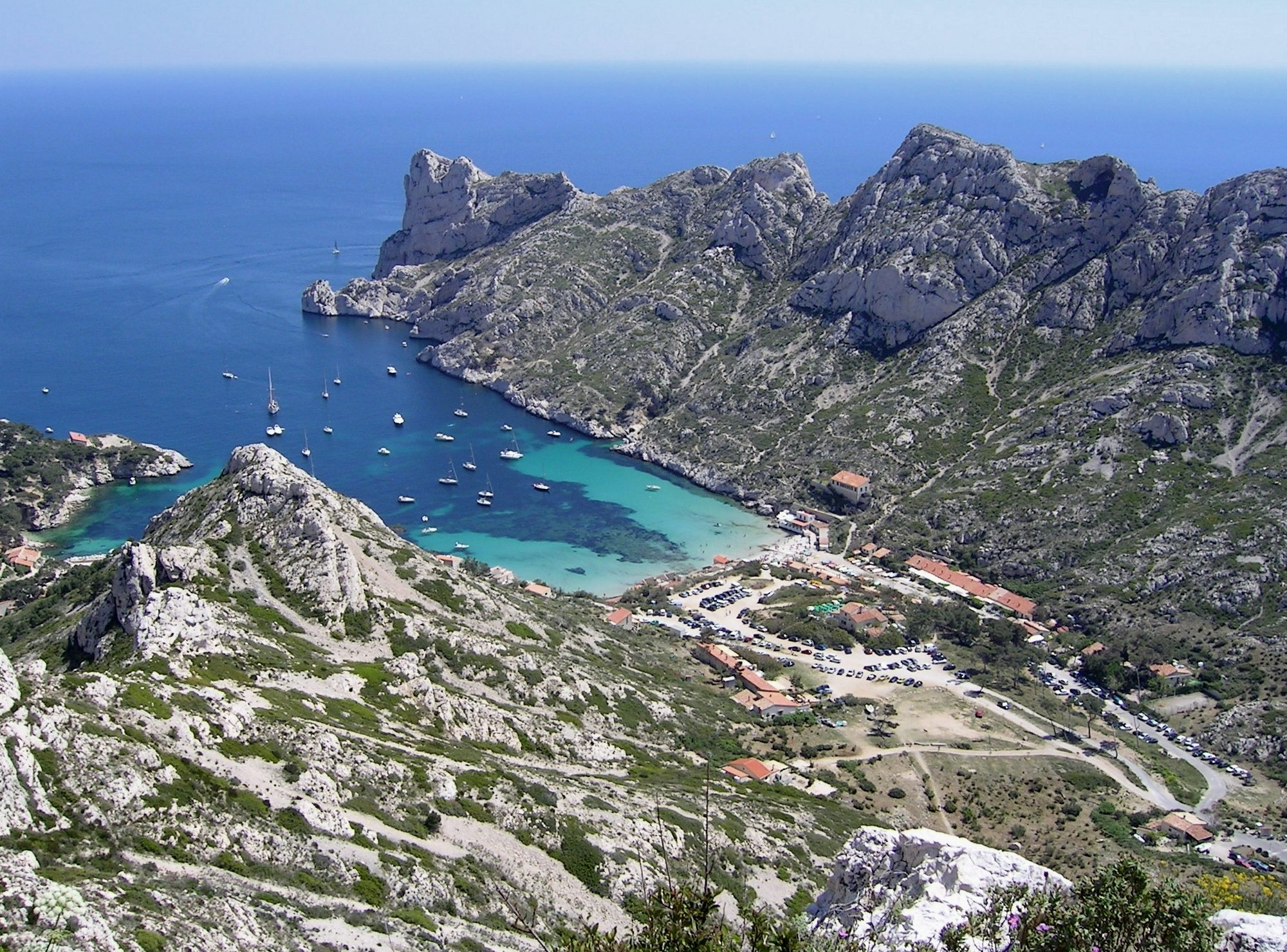
Прованс

### Водные ресурсы

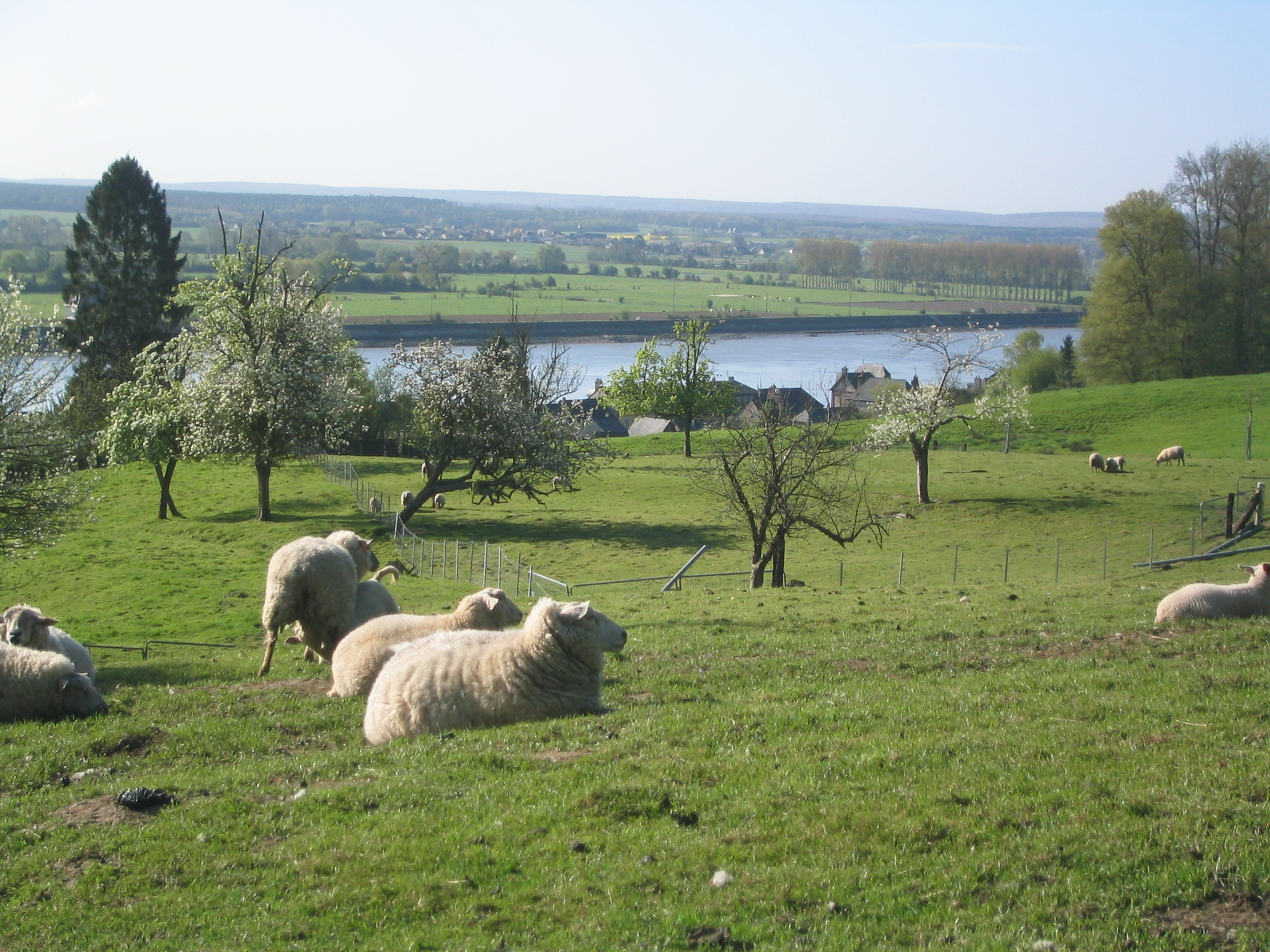
Пастбища в долине реки Сена

Все реки Франции, за исключением некоторых заморских территорий, относятся к бассейну Атлантического океана, и в большинстве своём берут начало в Центральном массиве, Альпах и Пиренеях. Крупнейшие водные артерии страны:
- Сена (775 км) — равнинная река, которая образует широко разветвлённую систему с крупными правыми притоками Марной и Уазой, и левым притоком Йонной. Сена дренирует Парижский бассейн и впадает в Атлантический океан у Гавра. Она отличается равномерным распределением стока в течение года, что благоприятствует судоходству, и соединена каналами с другими реками. На Сене в 145 км от пролива Ла-Манш расположена столица Франции Париж.
- Гаронна (650 км) берёт начало в испанских Пиренеях, протекает через Тулузу и Бордо, при впадении в океан образует обширный эстуарий — Жиронду. Основные притоки: Тарн, Ло и Дордонь.
- Рона (812 км) — самая полноводная река Франции, начинается в швейцарских Альпах из Ронского ледника, протекает через Женевское озеро. Около Лиона в неё впадает река Сона. Другие крупные притоки — Дюранс и Изер. Рона отличается быстрым турбулентным течением и обладает большим гидроэнергетическим потенциалом. На этой реке сооружён ряд гидроэлектростанций.
- Луара (1020 км) — самая длинная река Франции, начинается в Центральном массиве. Принимает множество притоков, основные из которых — Алье, Шер, Эндр и Вьенна. Луара берёт начало в Центральном Французском массиве, пересекает южную часть Парижского бассейна и впадает в Атлантический океан у Нанта. Уровень воды в этой реке сильно колеблется, поэтому часто бывают наводнения.

Система каналов соединяет между собой основные реки страны, включая Рейн, по которой отчасти проходит восточная граница страны и которая является одним из важнейших внутренних водных путей сообщения в Европе. Реки и каналы имеют большое значение для экономики Франции.

### Охраняемые территории
Система национальных парков Франции состоит из девяти парков, располагающихся как в европейской Франции, так и на её заморских территориях. Парки управляются правительственным агентством Управление национальными парками Франции. Они занимают 2 % территории европейской Франции, а посещают их 7 млн человек в год.
Во Франции существует также структура региональных природных парков, введённая законом 1 марта 1967 года. Региональные природные парки создаются по соглашению местных властей с центральным правительством, и их территория пересматривается каждые 10 лет. По состоянию на 2009 год во Франции существуют 49 региональных природных парков.

### Растительный и животный мир

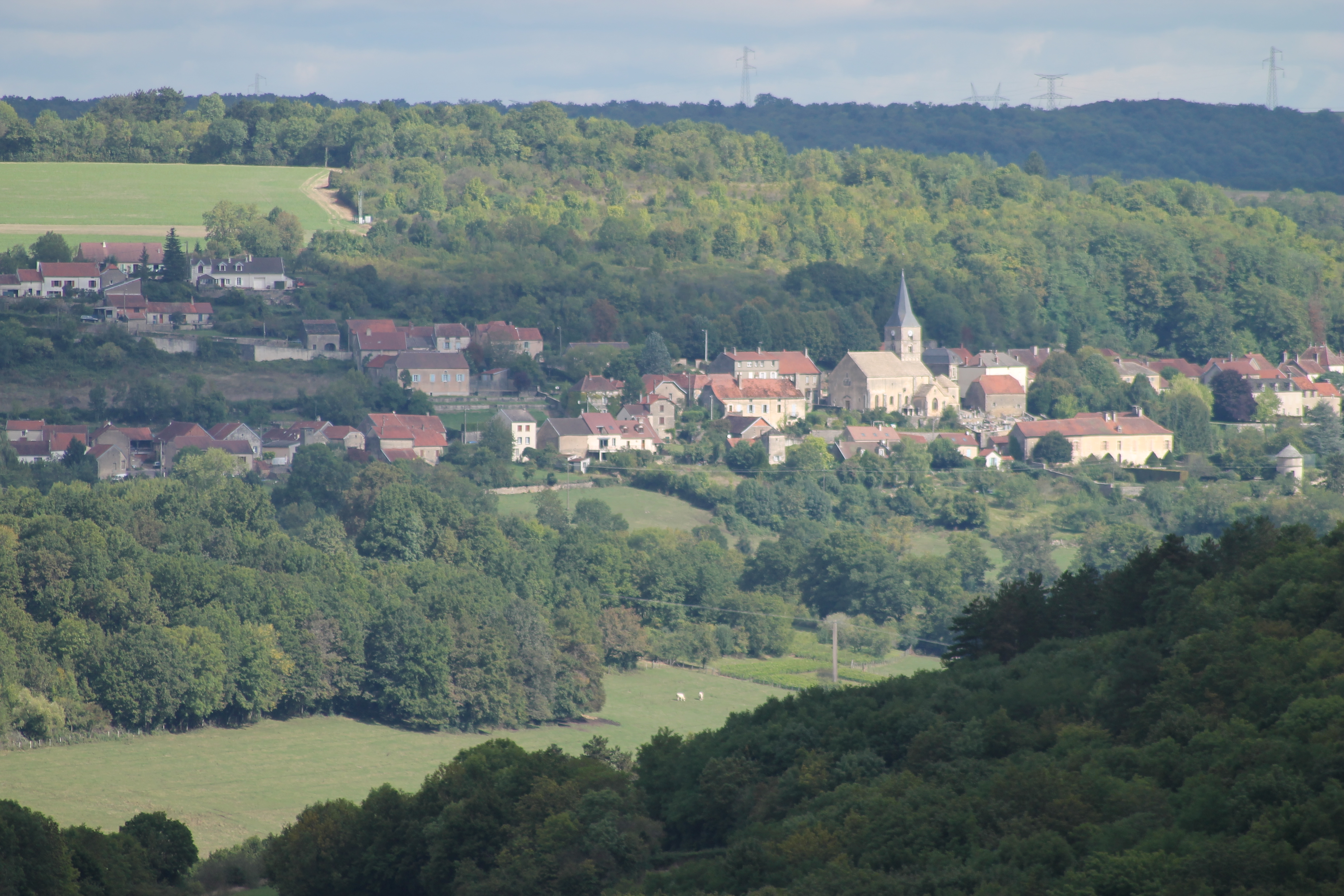
Лиственные леса во Франции

Леса занимают 27 % территории страны. В северных и западных районах страны растут орешник (лещина), берёза, дуб, ель и пробковое дерево. На средиземноморском побережье — пальмы и цитрусовые. 
Среди представителей фауны выделяются олень и лиса. Косули обитают в альпийских регионах, в отдалённых лесах сохранился дикий кабан. Здесь также обитает большое количество различных видов птиц, в том числе перелётных. Рептилии встречаются редко, а среди змей только одна ядовитая — обыкновенная гадюка. В прибрежных морских водах обитает много видов рыбы: сельдь, треска, тунец, сардина, скумбрия, камбала и серебристый хек.

### Климат
Климат на европейской территории Франции умеренно морской, переходящий на востоке в умеренно континентальный, а на южном побережье в субтропический. Всего можно выделить три типа климата: океанический (на западе), средиземноморский (на юге), континентальный (в центре и на востоке). Лето достаточно жаркое и сухое — средняя температура в июле достигает + 23—25 °C, в то время как для зимних месяцев характерны дожди при температуре воздуха +7—8 °C.
Основная доля осадков приходится на период с января по апрель, а их общее количество колеблется в пределах 600—1000 мм. На западных склонах гор этот показатель может достигать отметки в более чем 2000 мм.

## История

### Древний мир и Средние века

Верцингеторикс сдаётся Юлию Цезарю после проигранной битвы при Алезии

Франция в доисторический период была местом древнейших стоянок неандертальцев и кроманьонцев. В эпоху неолита на территории Франции существовало несколько богатых памятниками доисторических культур. Доисторическая Бретань была культурно связана с соседней Британией, на её территории обнаружено большое количество мегалитов. В период позднего бронзового и раннего железного века территорию Франции населяли кельтские племена галлов, юго-запад современной Франции — иберы, племена неизвестного происхождения. В результате поэтапного завоевания, которое было завершено в I веке до н. э. в результате Галльской войны Юлия Цезаря, современная территория Франции вошла в состав Римского государства как провинция Галлия. Население было романизировано и к V веку говорило на народной латыни, ставшей основой современного французского языка.

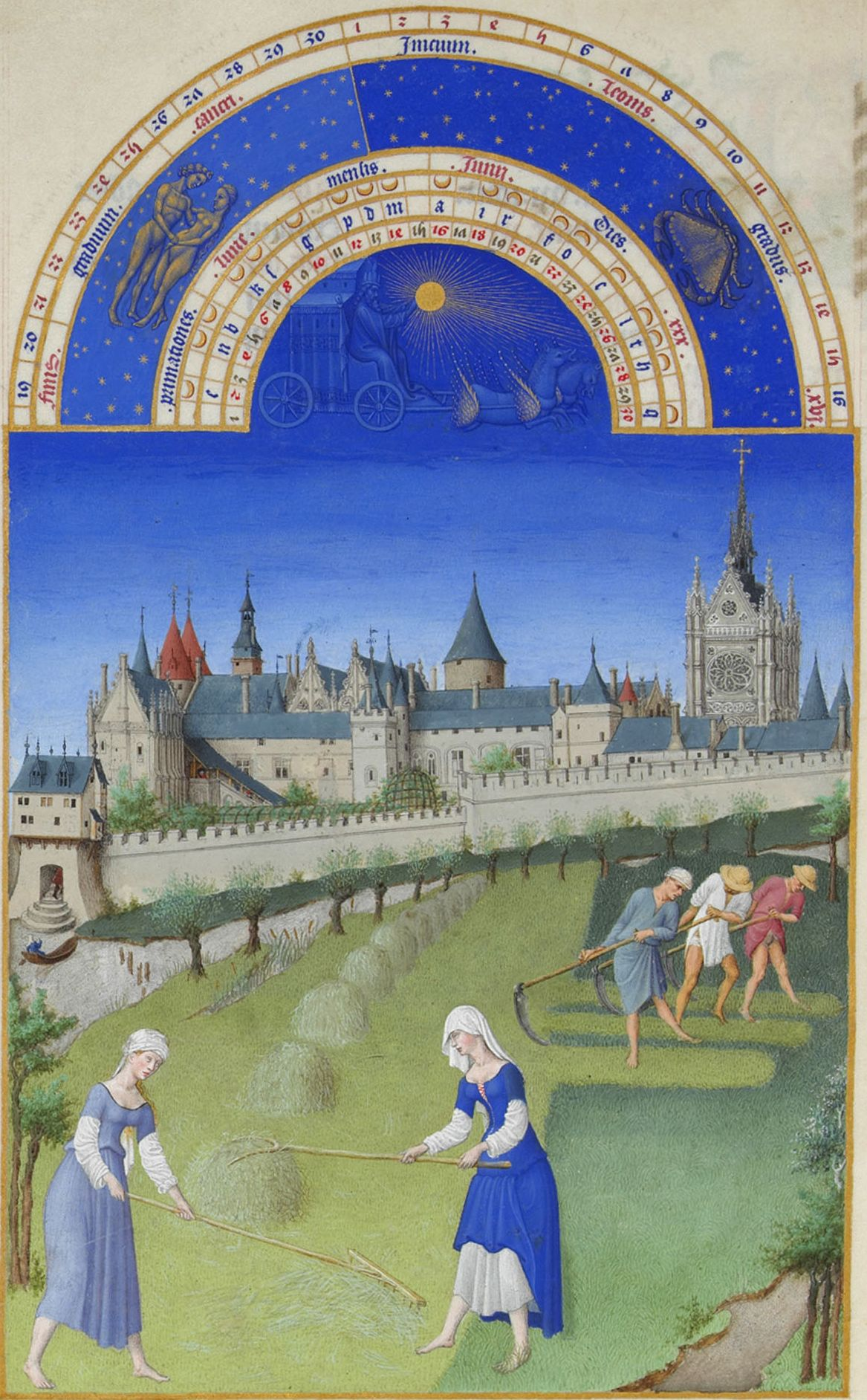
Великолепный часослов герцога Беррийского, 1410—1490-е

В 486 году Галлия была завоёвана франками под предводительством Хлодвига. Тем самым было установлено Франкское государство, а Хлодвиг стал первым королём династии Меровингов. В VII веке власть короля существенно ослабла, а реальной силой в государстве обладали майордомы, одному из которых, Карлу Мартеллу, удалось в 732 году в битве при Пуатье разбить арабское войско и предотвратить завоевание арабами Западной Европы. Сын Карла Мартелла, Пипин Короткий, стал первым королём династии Каролингов, а при сыне Пипина, Карле Великом, франкское государство достигло наивысшего расцвета за всю историю и занимало большую часть территории нынешней Западной и Южной Европы. После смерти сына Карла Великого — Людовика Благочестивого — его империя была поделена на три части. В 843 году по Верденскому договору было образовано Западно-Франкское королевство во главе с Карлом Лысым. Оно занимало приблизительно территорию современной Франции; в X веке страна стала называться Францией.
Впоследствии центральная власть существенно ослабла. В IX веке Франция регулярно подвергалась набегам викингов, в 886 году последние осаждали Париж. В 911 году викинги основали герцогство Нормандия на севере Франции. К концу X века страна была практически полностью раздроблена на два десятка графств и герцогств, а королевская власть была чисто номинальной — короли не имели реальной власти за пределами своих феодальных владений (Париж и Орлеан). Династия Каролингов в 987 году сменилась династией Капетингов, по имени первого её короля Гуго Капета. Правление Капетингов примечательно крестовыми походами, религиозными войнами в самой Франции (сначала в 1170 году движение вальденсов, а в 1209—1229 — Альбигойские войны), созывом парламента — Генеральных штатов — впервые в 1302 году, а также Авиньонским пленением пап, когда папа Римский был арестован в 1303 году королём Филиппом IV Красивым, и папы вынуждены были оставаться в Авиньоне до 1378 года. В 1328 году Капетингов сменила боковая ветвь династии, известная как династия Валуа. В 1337 году началась Столетняя война с Англией, в которой сначала успех сопутствовал англичанам, сумевшим захватить существенную часть территории Франции, но в конце концов, особенно после появления Жанны д’Арк, в войне наступил перелом, и в 1453 году англичане капитулировали.
К периоду правления Людовика XI (1461—1483) относится фактическое прекращение феодальной раздробленности Франции и превращение страны в абсолютную монархию. В дальнейшем Франция постоянно стремилась играть заметную роль в Европе. Так, с 1494 по 1559 год она вела войны с Испанией за контроль над Италией. В конце XVI века в преимущественно католической Франции получил распространение протестантизм кальвинистского толка (протестанты во Франции назывались гугенотами). Это вызвало религиозные войны между католиками и протестантами, пиком которых в 1572 году стала Варфоломеевская ночь в Париже — массовое убийство протестантов. В 1589 году династия Валуа пресеклась, и Генрих IV стал основателем новой династии Французских Бурбонов.

### Новое время и революция

Взятие Бастилии 14 июля 1789 — начало Великой французской революции

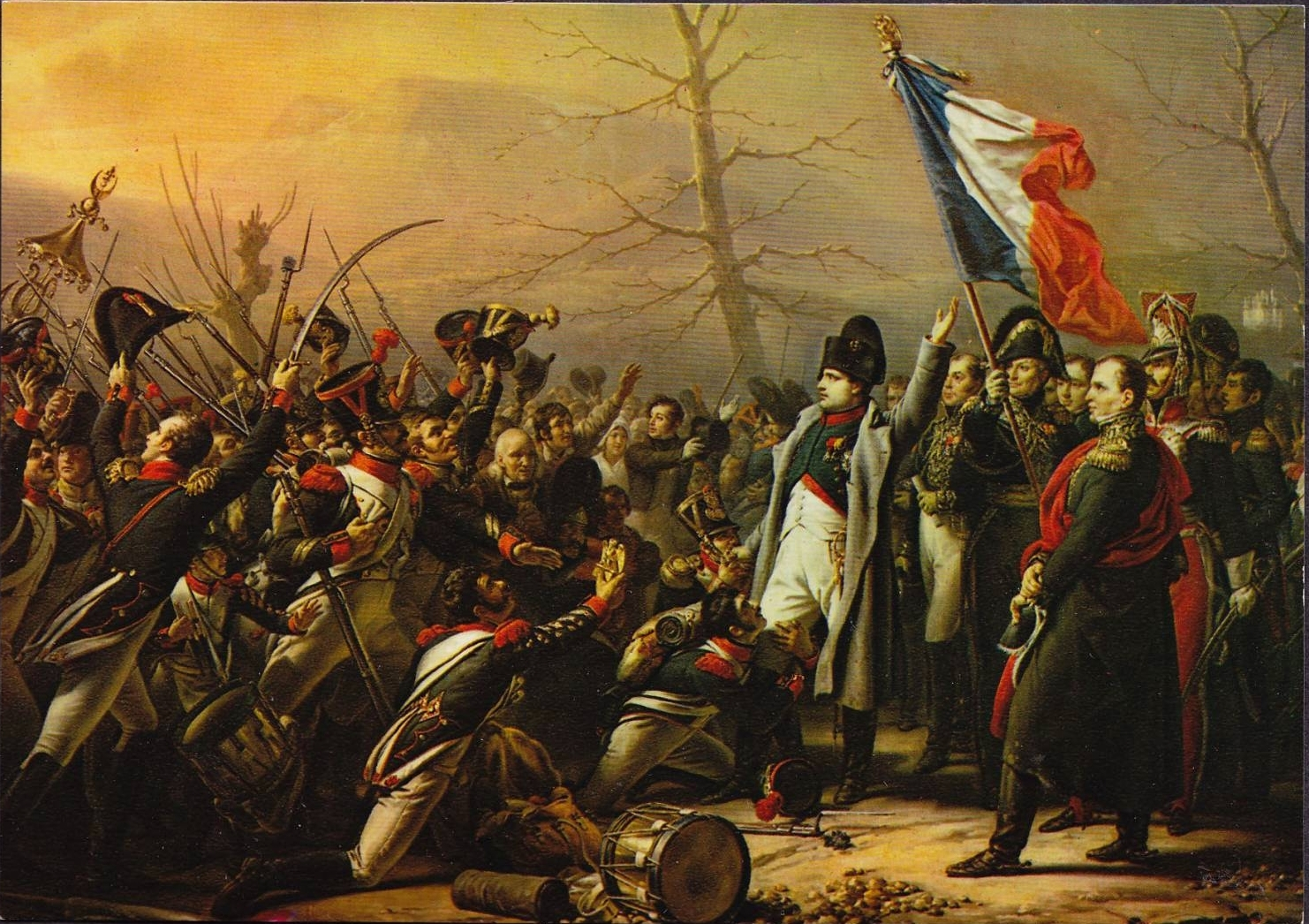
Император Наполеон. Карл Карлович Штейбен (1819)

В 1598 году Генрих IV подписал Нантский эдикт, положивший конец войне с протестантами и давший им широкие полномочия, так что они образовали «государство в государстве» со своими крепостями, войсками и местными структурами управления. С 1618 по 1648 год Франция участвовала в Тридцатилетней войне (формально боевые действия вела лишь с 1635 года — это так называемый шведско-французский период войны). С 1624 года до своей смерти в 1642 году страной фактически управлял министр короля Людовика XIII, кардинал Ришельё. Он возобновил войны с протестантами и сумел нанести им военное поражение и разрушить их государственные структуры. В 1643 году умер Людовик XIII, и королём стал его пятилетний сын Людовик XIV, который правил до 1715 года и сумел пережить своих сына и внука. В 1648—1653 годах произошло восстание городских слоёв и дворянской оппозиции, недовольной правлением королевы-матери Анны Австрийской и министра кардинала Мазарини, продолжавших политику Ришельё, Фронда. После подавления восстания во Франции была восстановлена абсолютная монархия. За время правления Людовика XIV — «короля-солнца» — Франция участвовала в нескольких войнах в Европе: 1635—1659 — война с Испанией, 1672—1678 — Голландская война, 1688—1697 — Война за пфальцское наследство (война Аугсбургской лиги) и 1701—1713 — Война за испанское наследство.
В 1685 году Людовик отменил Нантский эдикт, что привело к бегству протестантов в соседние страны и ухудшению экономического положения Франции.
В 1715 году после смерти Людовика XIV на французский престол взошёл его правнук Людовик XV, правивший до 1774 года.
- 1789—1799 — Великая французская революция.
- 1792—1804 — Первая республика.
  - 1793—1794 — якобинский террор.
  - 1795 — захват Нидерландов.
- 1797 — захват Венеции.
- 1798—1801 — Египетская экспедиция.
- 1799—1814 — правление Наполеона (в 1804 провозглашён императором; Первая империя). В 1800—1812 годах Наполеон путём завоевательных походов создал всеевропейскую империю, а в Италии, Испании и других странах правили его родственники или ставленники. После поражения в России (см. Отечественная война 1812 года) и очередного объединения антинаполеоновской коалиции держава Наполеона распалась.
- 1815 — Сто дней и битва при Ватерлоо.
- 1814—1830 — период Реставрации, базировавшийся на дуалистической монархии Людовика XVIII (1814/1815—1824) и Карла X (1824—1830).
- 1830—1848 — Июльская монархия. Революция свергает Карла X, власть переходит к принцу Луи-Филиппу Орлеанскому, к власти пришла финансовая аристократия.
- 1848—1852 — Вторая республика.
- 1852—1870 — правление Наполеона III — Вторая империя.

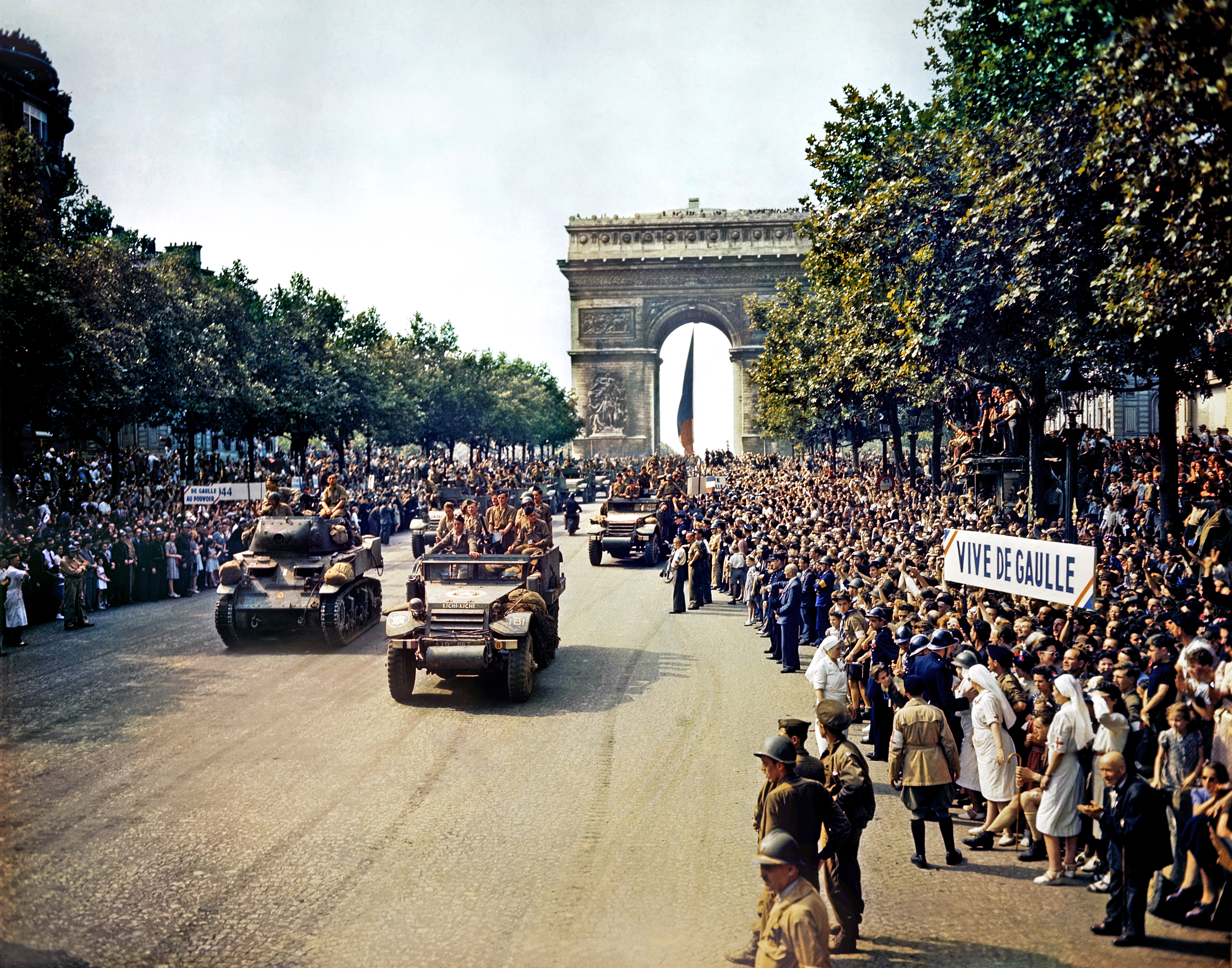
Жители Парижа приветствуют союзников на Елисейских Полях (26 августа 1944 года)

- 1870—1940 — Третья республика, провозглашённая после пленения Наполеона III под Седаном во франко-прусской войне 1870-71. В марте—мае 1871 года существовала Парижская коммуна. В 1879—80 создана Рабочая партия. В начале XX века образованы Социалистическая партия Франции (под руководством Ж. Геда, П. Лафарга и других) и Французская социалистическая партия (под руководством Ж. Жореса), которые объединились в 1905 (французская секция рабочего интернационала, СФИО). К концу XIX века в основном завершилось образование французской колониальной империи, включавшей в себя огромные владения в Африке и Азии.Французская колониальная империя после Первой мировой войны

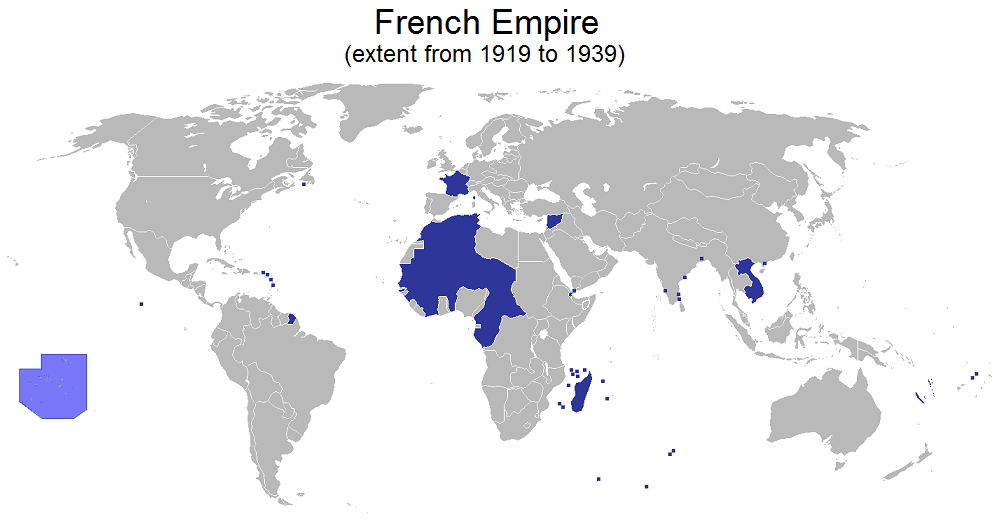
Французская колониальная империя после Первой мировой войны

- 1914—1918 — в Первой мировой войне Франция участвовала в составе Антанты.
- 1939—1945 — Вторая мировая война.
- 1940 — Компьенское перемирие с нацистской Германией (капитуляция Франции).
- 1940—1944 — германская оккупация северной Франции, режим Виши в южной Франции.
- 1944 — освобождение Франции войсками антигитлеровской коалиции и движения Сопротивления.
- 1946—1958 — Четвёртая республика.

### Пятая республика
В 1958 году принята конституция Пятой республики, расширившая права исполнительной власти. Президентом Республики был избран Шарль де Голль, генерал Освобождения, герой Первой и Второй мировых войн. К 1960 году в обстановке распада колониальной системы большая часть французских колоний в Африке завоевала независимость. В 1962 после кровопролитной войны обрёл независимость Алжир. Профранцузские алжирцы переселились во Францию, где составили стремительно растущее мусульманское меньшинство.
Массовые волнения молодёжи и студентов, вызванные обострением экономических и социальных противоречий, а также всеобщая забастовка привели к острому политическому кризису; президент Шарль де Голль, основатель Пятой республики, ушёл в отставку (1969) и 9 ноября 1970 года, спустя год, умер.
В целом, послевоенное развитие Франции характеризовалось форсированным развитием промышленности и сельского хозяйства, поощрением национального капитала, экономической и социально-культурной экспансией в бывшие африканские и азиатские колонии, активной интеграцией в рамках Евросоюза, развитием науки и культуры, усилением мер социальной поддержки, противодействием «американизации» культуры.
Внешняя политика при президенте де Голле отличалась стремлением к независимости и к «восстановлению величия Франции». В 1960 году после успешных испытаний собственного ядерного оружия страна присоединилась к «ядерному клубу», в 1966 году Франция вышла из военной структуры НАТО (вернулась только в 2009 году во время президентства Николя Саркози), Шарль де Голль не поддерживал и процессы евроинтеграции.
Вторым президентом Пятой республики в 1969 году был избран голлист Жорж Помпиду, в 1962—1968 годах занимавший пост премьер-министра.
В 1974 году после смерти Помпиду его сменил Валери Жискар д’Эстен, политик либеральных и проевропейских взглядов, основатель центристской партии «Союз за французскую демократию».
С 1981 по 1995 президентский пост занимал социалист Франсуа Миттеран.
C 17 мая 1995 по 16 мая 2007 президентом являлся Жак Ширак, переизбранный в 2002 году. Он является политиком неоголлистского направления. При нём, в 2000 году был проведён референдум по вопросу сокращения срока полномочий президента в стране с 7 до 5 лет. Несмотря на очень низкую явку (около 30 % населения), большинство в итоге всё же высказалось за уменьшение срока (73 %).
В связи с ростом числа выходцев из стран Африки во Франции обострилась проблема мигрантов, многие из которых являются мусульманами: 10 % населения Франции составляют некоренные мусульмане (в большинстве выходцы из Алжира). С одной стороны, это вызывает рост популярности ультраправых (ксенофобских) организаций у коренных французов, с другой стороны, Франция становится ареной беспорядков и терактов. Североафриканская иммиграция берёт начало в конце XIX — начале XX века. Замедление темпов естественного прироста населения и нехватка рабочей силы во Франции на фоне экономического подъёма вызвали необходимость привлечения иностранной рабочей силы. Главными сферами применения труда иммигрантов являются строительство (20 %), отрасли промышленности с применением поточно-конвейерного производства (29 %) и сфера обслуживания и торговли (48,8 %). Из-за низкой профессиональной подготовки выходцы из Северной Африки часто становятся безработными. В 1996 году средний уровень безработицы среди иностранцев — выходцев из стран Магриба достигал 32 %. В настоящее время иммигранты из стран Магриба составляют более 2 % населения Франции и размещаются в основном в трёх районах страны с центрами в Париже, Лионе и Марселе.
16 мая 2007 года президентом Франции стал кандидат от партии «Союз за народное движение» Николя Саркози, выходец из дворянской семьи, эмигрировавшей во Францию из Венгрии.
21 июля 2008 года парламент Франции с незначительным перевесом поддержал проект конституционной реформы, предложенный президентом Саркози. Нынешняя реформа конституции стала самой существенной за всё время существования Пятой республики, внеся поправки в 47 из 89 статей документа 1958 года. Законопроект включил в себя три части: усиление роли парламента, обновление института исполнительной власти и предоставление гражданам новых прав.
Наиболее важные изменения:

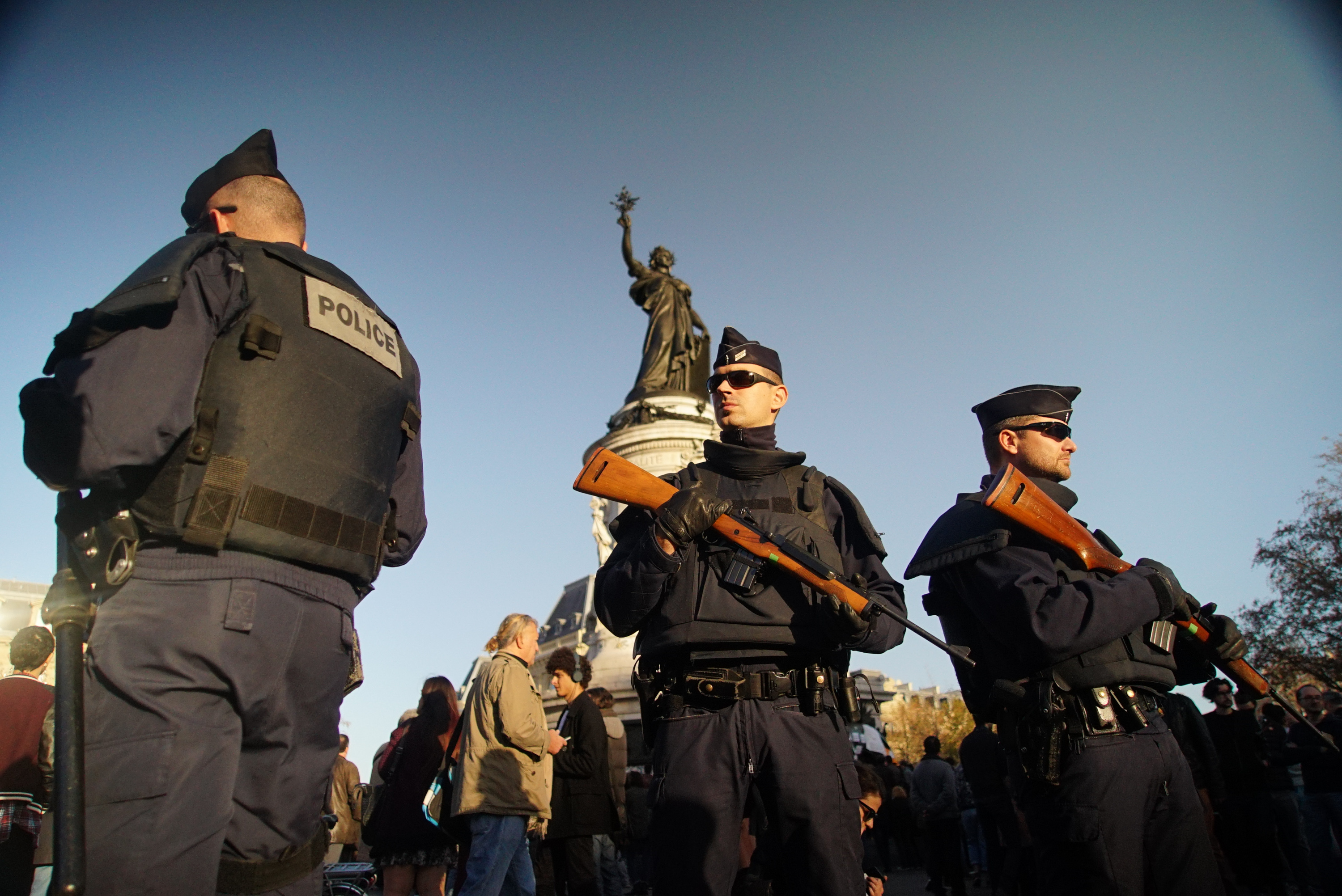
Теракты в Париже 13 ноября 2015 года

- президент может находиться на посту не более двух сроков подряд;
- парламент приобретает право вето на некоторые решения президента;
- ограничивается контроль правительства над деятельностью парламентских комитетов;
- при этом президент получает право ежегодно выступать перед парламентом (это было запрещено в 1875 году в целях соблюдения разделения между двумя властями);
- предусмотрено проведение референдума по вопросу вступления в ЕС новых членов.

6 мая 2012 года в результате второго тура президентских выборов 24-м президентом Франции был избран Франсуа Олланд.
В апреле 2013 года в стране были легализованы однополые браки.

## Внутреннеполитическое устройство

### Административное деление

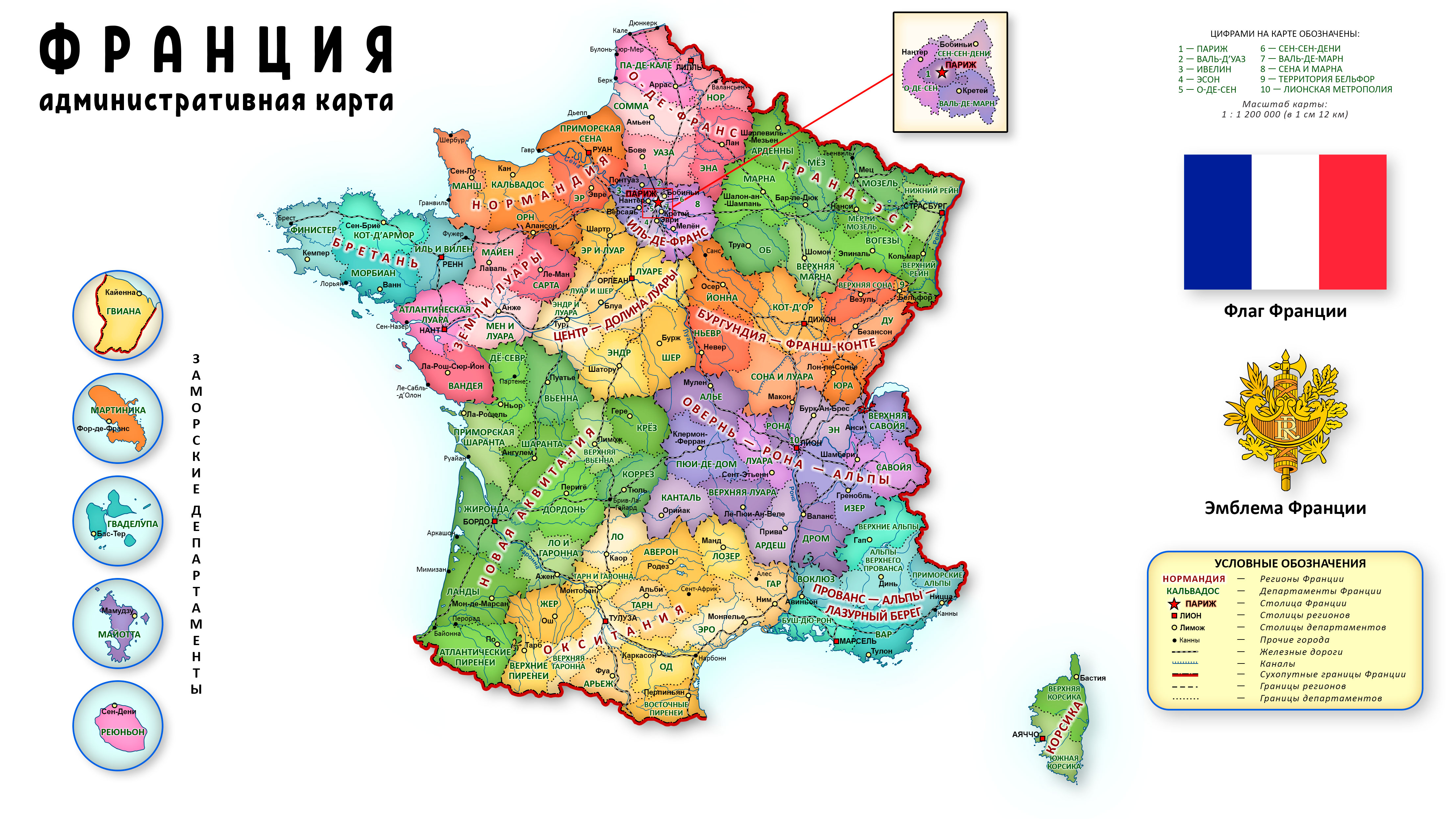
Административная карта Франции

Франция делится на 18 регионов, из которых 12 находятся на европейском континенте, один (Корсика) — на острове Корсика, а ещё пять — заморские. Регионы не обладают юридической автономией, но могут устанавливать свои налоги и утверждать бюджет.
18 регионов разделяются на 101 департамент, а также Лионскую метрополию, которые состоят из 342 округов и 4039 кантонов. Основой Франции являются 36 682 коммуны.

Заморские владения Франции

Департамент Парижа состоит из единственной коммуны. Каждый из пяти заморских регионов (Гваделупа, Мартиника, Французская Гвиана, Реюньон, Майотта) состоят из единственного департамента. У региона Корсика (включающего 2 департамента) — специальный статус административно-территориального образования, отличающийся от других регионов метрополии (континентальной Франции). Имеет самостоятельные органы управления, не подчиняющиеся центру. В 2003 референдум об объединении 2 департаментов Корсики провалился. Все эти регионы являются частью Европейского союза.
В состав Французской Республики входят:
1. метрополия (разделена на 13 регионов, 96 департаментов и Лионскую метрополию);
2. пять заморских департаментов: Гваделупа, Мартиника, Гвиана, Реюньон, Майотта[29];
3. пять заморских территорий: Французская Полинезия, острова Уоллис и Футуна, Сен-Пьер и Микелон, Сен-Бартелеми, Сен-Мартен;
4. три территории, имеющие особый статус: Новая Каледония, Клиппертон, Французские Южные и Антарктические территории.

### Основы государственного строя
Франция — унитарная республика президентского типа. Основным законом государства является конституция, принятая 4 октября 1958 года. Она регламентирует функционирование органов власти Пятой Республики: устанавливает республиканскую президентско-парламентскую форму правления (Конституция Французской Республики, разд. 2).
Конституция Французской республики несколько раз пересматривалась по следующим статьям:
- выборы Президента на основе всеобщего прямого голосования (1962),
- введение нового раздела Конституции об уголовной ответственности членов правительства (1993),
- введение единой сессии парламента и расширение компетенций референдума (1995),
- принятие временных мер в отношении статуса Новой Каледонии (1998),
- создание Экономического и Валютного Союза, равноправный доступ мужчин и женщин к выборным мандатам и выборным функциям, признание юридического права Международного Уголовного Суда (1999),
- уменьшение срока президентского мандата с 7 до 5 лет (2000),
- реформа об уголовной ответственности главы государства, закрепление Конституцией отмены смертной казни, реформа об автономии Новой Каледонии (2007),
- реформа об обновлении государственного устройства и установлении равновесия распределения властей (2008).

Существует во Франции и Конституционный совет, который состоит из 9 членов и осуществляет контроль за правильностью проведения выборов и конституционностью законов, вносящих изменения в Конституцию, а также законов, переданных ему на рассмотрение.

### Исполнительная власть
Главой государства и руководителем исполнительной ветви власти является президент, в настоящее время — Эмманюэль Макрон. В Пятой республике премьер-министр отвечает за текущую внутреннюю и экономическую политику, а также имеет право издавать указы общего характера. Он считается ответственным за политику правительства (статья 20). Премьер-министр руководит деятельностью правительства и обеспечивает исполнение законов (статья 21).
Премьер-министр назначается президентом республики. Утверждения его кандидатуры Национальным собранием не требуется, так как Национальное собрание имеет право в любой момент объявить правительству вотум недоверия. Обычно премьер-министр представляет ту партию, которая имеет большинство мест в Национальном собрании. Премьер-министр составляет список министров своего кабинета и представляет его на утверждение президенту.
Премьер-министр инициирует принятие законов в Национальном Собрании и обеспечивает их выполнение, он же отвечает за национальную оборону. Премьер-министр контрассигнует акты президента, замещает его в качестве председателя в советах и комитетах, определённых статьёй 15 Конституции.
С 3 июля 2020 года правительство возглавляет Жан Кастекс.

### Законодательная власть
Законодательная власть во Франции принадлежит Парламенту, включающему в себя две палаты — Сенат и Национальное собрание. Сенат Республики, члены которого избираются на основе непрямого всеобщего голосования, состоит из 348 сенаторов, 305 из которых представляют метрополию, 9 — заморские территории, 5 — территории Французского сообщества и 12 — французских граждан, проживающих за границей. Сенаторы избираются на шестилетний срок (с 2003 года, а до 2003 года — на 9 лет) коллегией выборщиков, состоящей из депутатов Национального собрания, генеральных советников и делегатов от муниципальных советов, при этом Сенат каждые три года обновляется на половину. Последние выборы в Сенат состоялись в сентябре 2017 года.
Национальное собрание, депутаты которого избираются на основе прямого всеобщего голосования сроком на 5 лет, состоит из 577 депутатов, 555 из которых представляют метрополию, а 22 — заморские территории. Депутаты Национального собрания избираются прямым всеобщим голосованием на пятилетний срок. Последние выборы депутатов Национальной Ассамблеи состоялись 11 и 18 июня 2017 года.
Помимо своей функции — контроля за деятельностью правительства, обе палаты разрабатывают и принимают законы. В случае разногласий окончательное решение остаётся за Национальной Ассамблеей.

### Судебная власть
Судебная система Франции регламентируется в VIII разделе Конституции «О судебной власти». Президент страны является гарантом независимости судебной власти, статус судей устанавливается органическим законом, а сами судьи — несменяемы. Французское правосудие основывается на принципах коллегиальности, профессионализма, независимости, которые обеспечиваются рядом гарантий. Закон 1977 года установил, что расходы на осуществление правосудия при рассмотрении гражданских и административных дел возлагаются на государство. Это правило не распространяется на уголовную юстицию. Также важными принципами являются равенство перед правосудием и нейтральность судей, публичное рассмотрение дела и возможность двойного рассмотрения дела. Законом предусмотрена и возможность кассационного обжалования.
Судебная система Франции многоступенчатая, и её можно разделить на две ветви — саму судебную систему и систему административных судов. Низшую ступень в системе судов общей юрисдикции занимают трибуналы малой инстанции. Дела в таком трибунале рассматриваются лично судьёй. Однако при каждом из них состоит несколько магистратов. Трибунал малой инстанции рассматривает дела с незначительными суммами, а решения таких судов апелляционному обжалованию не подлежат.
При рассмотрении уголовных дел этот суд называется трибуналом полиции. Эти трибуналы делятся на палаты: по гражданским делам и исправительный суд. Апелляционный суд всегда выносит решения коллегиально. Гражданско-правовая часть апелляционного суда состоит из двух палат: по гражданским и социальным делам. Имеется также палата по торговым делам. Одной из функций обвинительной палаты является функция дисциплинарного суда в отношении офицеров судебной полиции (офицеров МВД, военной жандармерии и т. д.). Есть также палата жандармерии по делам несовершеннолетних. В каждом департаменте есть суд присяжных. Кроме того, во Франции действуют судебные органы специального назначения: торговые суды и военные суды.
Прокуратура представлена прокурорами при судах разных уровней. Генеральный прокурор с заместителями находится при апелляционном суде. Прокуратура при кассационном суде включает в себя генерального прокурора, его первого заместителя и заместителей, которые подчинены министру юстиции.
Образовательную подготовку судей осуществляет Национальная школа магистратуры.

### Местное самоуправление
Система местных органов самоуправления во Франции строится в соответствии с административно-территориальным делением. Оно представлено коммунами, департаментами и регионами, где существуют выборные органы.
- Коммуна — наименьшая административно-территориальная единица. Во Франции насчитывается около 36 тыс. коммун, управляемых муниципальными советами, являющимися органами исполнительной власти. Совет же управляет делами коммуны, принимает решения по вопросам, затрагивающим интересы её граждан по всем социальным проблемам: распоряжается имуществом, создаёт необходимые социальные службы.
- Департаменты Франции являются основной единицей административно-территориального деления Франции. Департаменты делятся на внутренние (96) и заморские департаменты. К ведению департаментского Совета относится принятие местного бюджета и контроль за его исполнением, организация департаментских служб, управление имуществом. Исполнительным органом департамента является председатель генерального совета.
- Регионы являются самой крупной единицей в административном делении страны. В каждом регионе учреждены экономические и социальные комитеты, и региональный комитет по займам. В регионе действует своя счётная палата. Региональный совет избирает своего председателя, который является исполнительной властью в регионе.

### Государственная символика

Свобода, ведущая народ, Эжен Делакруа, 1830 (Лувр)

#### Флаг
Французский триколор из трёх вертикальных полос — синей, белой и красной — передаёт три основные идеи Французской революции — свободу, равенство и братство. Своим возникновением эта комбинация цветов обязана маркизу де Лафайету, обратившемуся с предложением к революционно настроенным гражданам носить трёхцветную, красно-бело-синюю кокарду. Красный и синий издавна считались цветами Парижа (и этим воспользовались революционеры в день штурма Бастилии), а белый был цветом французской монархии. Впервые появившись в 1790 году, французский триколор был затем слегка видоизменён (первоначально красный цвет был у древка, то есть слева) и переработан в 1794 году. Хотя триколор вышел из употребления после поражения Наполеона при Ватерлоо, он вновь появился в 1830 году — при содействии того же маркиза де Лафайета — и остаётся флагом Франции до сих пор. Старым королевским флагом были золотые лилии на белом фоне (орифламма).

#### Герб
Со времён Второй империи Франция не имела собственного герба, утверждённого на законодательном уровне. Тем не менее на многих официальных документах изображается неофициальная эмблема государства: пелта с монограммой «R.F» на фоне фасций с лавровыми и дубовыми ветвями.

### Партии и выборы

#### Политические партии

##### Правые
- Национальный фронт — существующая с 1972 года ультраправая националистическая партия, апеллирующая к евроскептицизму и ксенофобии[35].
- Национальное республиканское движение — откол 1999 года от Национального фронта.
- Движение за Францию — правоконсервативная голлистская партия.
- «Вставай, республика[англ.]» — социал-консервативная голлистская партия, появившаяся в 2008 году.
- Объединение за Францию и европейскую независимость — евроскептическая голлистская партия с 1999 года.
- Охота, рыбалка, природа, традиции — традиционалистская партия, основанная в 1989 году.

##### Правоцентристские
- Республиканцы — преобразованная в мае 2015 года партия Союз за народное движение. Основная консервативная партия, правопреемница голлистского «Объединения в поддержку республики».
- Солидарная республика — правоцентристская голлистская партия.

##### Центристские
- Демократическое движение — либеральная партия, созданная в 2009 году Франсуа Байру на основе Союза за французскую демократию.
- Союз демократов и независимых — центристская сила, основанная в 2012 году из девяти партий, сохранивших свою независимость, в их числе:
  - Радикальная партия — старейшая (с 1901 года) политическая партия Франции;
  - Новый центр — социал-либеральная партия, созданная в 2007 году членами Союза за французскую демократию, не вошедшими в Демократическое движение;
  - Современные левые — реформистская партия, созданная в 2007 году правыми членами Социалистической партии, поддержавшими Союз за народное движение.

##### Левоцентристские
- Радикальная левая партия — леволиберальная партия, созданная в 1972 году левым крылом Радикальной партии.
- Социалистическая партия — основная социалистическая партия страны, основанная в 1969 году на базе Французской секции Рабочего интернационала.
- Экологисты — экологистская партия левого толка, появившаяся в 2010 году в результате слияния партий «Европа Экология[фр.]» и «Зелёных».

##### Левые
- Левый фронт — политическая коалиция коммунистических и демосоциалистических сил, образованная в 2008 году; в их числе:
  - Французская коммунистическая партия — одна из крупнейших компартий западного мира, учреждённая в 1920 году;
  - Левая партия — левосоциалистическая партия, основанная в 2009 году бывшими членами Социалистической партии во главе с Жаном-Люком Меланшоном;
  - Унитарные левые, «Конвергенция и альтернативы» и Антикапиталистические левые — фракции Революционной коммунистической лиги и Новой антикапиталистической партии.
- Новая антикапиталистическая партия — радикальная левая партия, учреждённая в 2009 году на основе самораспустившейся троцкистской Революционной коммунистической лиги (секции Воссоединённого Четвёртого интернационала).
- Рабочая борьба — троцкистская партия, история которой восходит к 1939 году, сконцентрированная на работе в рабочей среде.
- Независимая рабочая партия — левая евроскептическая партия вокруг распущенной троцкистской Партии трудящихся.
- Республиканское и гражданское движение — левопопулистская евроскептическая партия, созданная в 1993 году бывшим членом Соцпартии Жаном-Пьером Шевенманом.

#### Выборы
По итогам выборов, состоявшихся в сентябре 2008 года, 343 члена Сената распределяются следующим образом:
- Фракция «Союз за народное движение» (UMP): 151 (44 %).
- Социалистическая фракция: 116 (33,82 %).
- Фракция «Центристский Союз»: 29.
- Коммунистическая, республиканская и гражданская фракция: 23.
- Фракция «Европейское демократическое и социальное объединение»: 17.
- Не состоящие ни в одной фракции: 7.

По итогам выборов 10 и 17 июня 2007 года, Национальное собрание насчитывает 577 депутатов, распределяющихся таким образом:
- Фракция «Союз за народное Движение» (UMP): 314 (плюс 6 присоединившихся).
- Социалистическая радикальная и гражданская Фракция: 186 (плюс 18 присоединившихся).
- Левая демократическая и республиканская фракция: 24.
- Новая центристская фракция: 20 (плюс 2 присоединившихся).
- Не состоящие ни в одной фракции: 7.

В марте 2010 года во Франции состоялись региональные выборы. По итогам двух туров голосования были избраны 1880 советников региональных советов. Выборы состоялись во всех 26 регионах страны, в том числе и в 4 заморских. Нынешние региональные выборы уже окрестили пробой сил перед президентскими выборами 2012 года.
Победу на выборах одержала оппозиционная коалиция «Левый союз» во главе с «Социалистической партией». В коалицию также входят партии «Европа-экология» и «Левый Фронт». В первом туре они набрали соответственно 29 %, 12 % и 6 %, в то время как президентская партия «Союз за народное движение» — лишь 26 %. По итогам второго тура «Левый союз» получил 54 % голосов, таким образом, из 22 европейских регионов Франции в 21 предпочтение было отдано именно ему. Партия Саркози оставила за собой лишь регион Эльзас.
Весьма неожиданным оказался и успех ультраправого «Национального фронта», набравшего во втором туре в целом около 2 млн голосов, то есть 9,17 %. Партия прошла во второй тур голосования в 12 регионах страны, соответственно в каждом из них получила в среднем по 18 % голосов. Сам Жан-Мари Ле Пен, возглавивший партийный список в регионе Прованс-Альпы-Лазурный Берег, добился здесь лучшего результата в истории своей партии, набрав 22,87 % голосов и обеспечив своим сторонникам 21 из 123 депутатских мандатов в местном совете. На севере Франции, в регионе Север-Па-де-Кале за «Национальный Фронт», местный список которого возглавила дочь лидера партии Марин Ле Пен, отдали свои голоса 22,20 % избирателей, что гарантировало НФ 18 из 113 мест в региональном совете.
Кроме того, общественные организации профсоюзов и работодателей участвуют в выборах Экономического социального и экологического совета.

## Внешняя политика
В настоящее время Франция является одним из главных игроков в мировой политике, её бесспорно можно назвать «великой державой» современного мира, и это предположение базируется на следующих принципах:
1. Франция самостоятельно определяет свою внешнюю политику. Политическая самостоятельность основывается на военной силе (прежде всего на ядерном оружии);
2. Франция влияет на принятие международных политических решений через международные организации (благодаря статусу постоянного члена Совета Безопасности ООН, ведущей роли в ЕС и т. д.);
3. Франция пытается играть роль мирового идеологического лидера (объявляя себя «знаменосцем» принципов Французской революции в мировой политике и защитницей прав человека во всём мире);
4. Особая роль Франции в отдельных регионах мира (прежде всего в Африке);
5. Франция остаётся центром культурного притяжения для значительной части мирового сообщества[37].

Франция является одной из стран-основательниц Европейского союза (с 1957) и сейчас играет активную роль в определении его политики.
Во Франции находятся штаб-квартиры таких организаций, как ЮНЕСКО (Париж), Организации экономического сотрудничества и развития (ОЭСР) (Париж), Интерпола (Лион), Международного бюро мер и весов (МБМВ) (Севр).
Франция — член многих мировых и региональных международных организаций:
- Организации Объединённых Наций с 1945;
- постоянный член Совета Безопасности ООН (то есть обладает правом вето);
- член ВТО (с 1995, до этого член ГАТТ);
- с 1964 член Группы десяти;
- страна-инициатор в Секретариате Тихоокеанского Сообщества;
- член Международного Валютного Фонда и Всемирного Банка;
- член Комиссии Индийского Океана[англ.][38];
- ассоциированный член Ассоциации карибских государств[англ.];
- Учредитель и ведущий участник Франкофонии с 1986;
- в Совете Европы с 1949;
- член ОБСЕ;
- участник Большой семёрки.

Франция является сопредседателем Минской группы ОБСЕ — рабочего органа по урегулированию нагорно-карабахского конфликта.

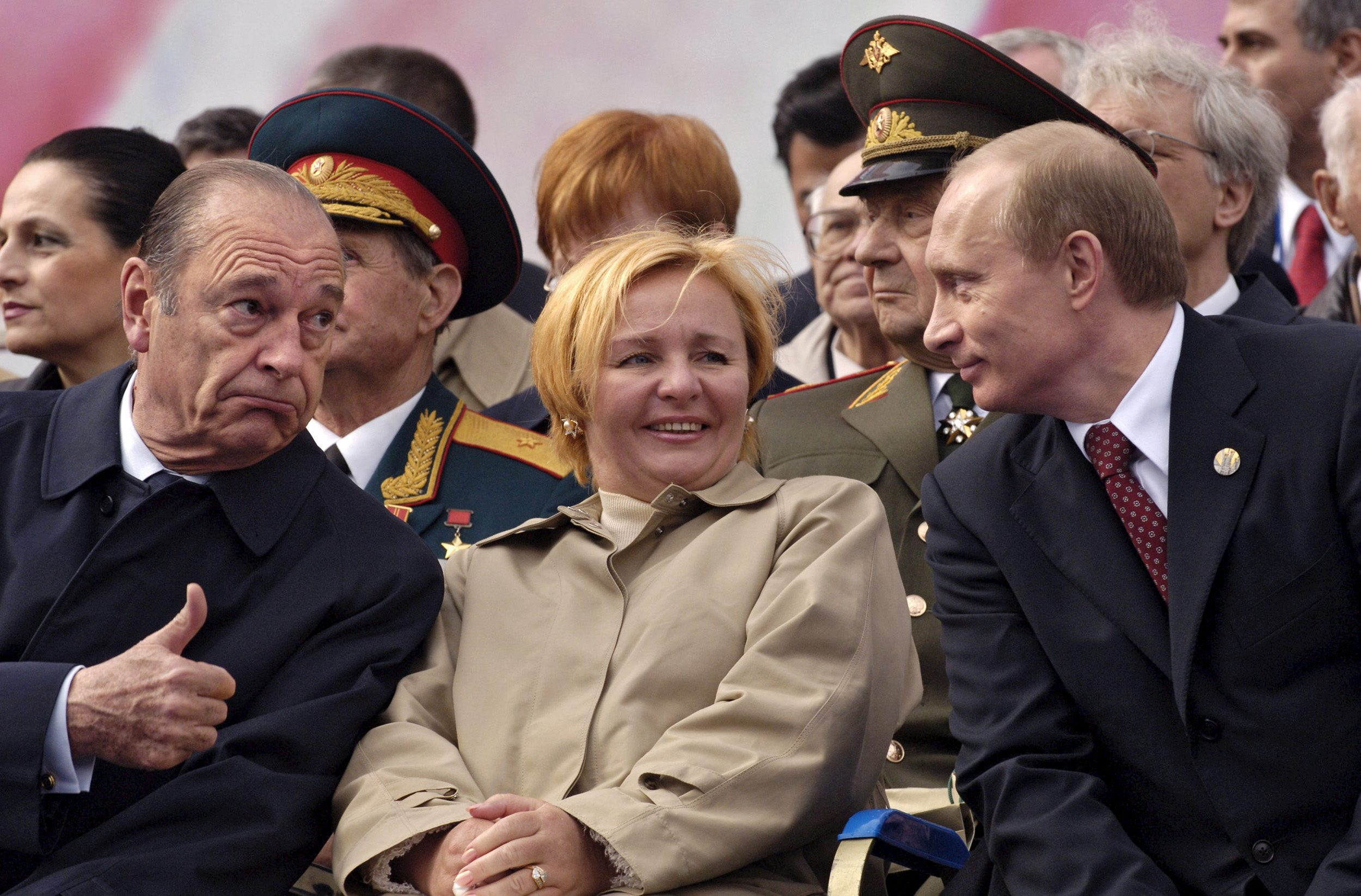
Жак Ширак и Владимир Путин. Москва, парад 9 мая 2005 г.

Среди основных направлений внешней политики Франции можно выделить следующие:
- деятельность в рамках Европейского союза;
- политика в регионе Средиземноморья (Северная Африка и Ближний Восток);
- налаживание двусторонних отношений с отдельными странами;
- проведение политики в рамках организации Франкофонии;
- деятельность в НАТО.

#### Деятельность в НАТО
Франция была в составе НАТО (с 1949), но при президенте де Голле в 1966 году она вышла из военной части альянса, чтобы иметь возможность проводить свою независимую политику в сфере безопасности. В течение пребывания на посту президента Жака Ширака фактическое участие Франции в оборонных структурах НАТО усилилось.
После того, как в мае 2007 года президентом стал Николя Саркози, Франция 4 апреля 2009 года вернулась в военную структуру Альянса. Политика Франции в отношении НАТО, начиная с Франсуа Миттерана, носила преемственный характер. В январе 1991 года французские войска принимали участие в операции по освобождению Кувейта «Буря в пустыне». В 1999 году Франция участвовала в военных операциях НАТО в Боснии и Косово. Франция принимала деятельное участие в урегулировании обострившегося в августе 2008 года грузино-осетинского конфликта. На встрече президентов России и Франции — Дмитрия Медведева и Николя Саркози — во время переговоров в Москве 12 августа 2008 года был подписан план урегулирования военного конфликта, получивший название План Медведева — Саркози.

### Вооружённые силы

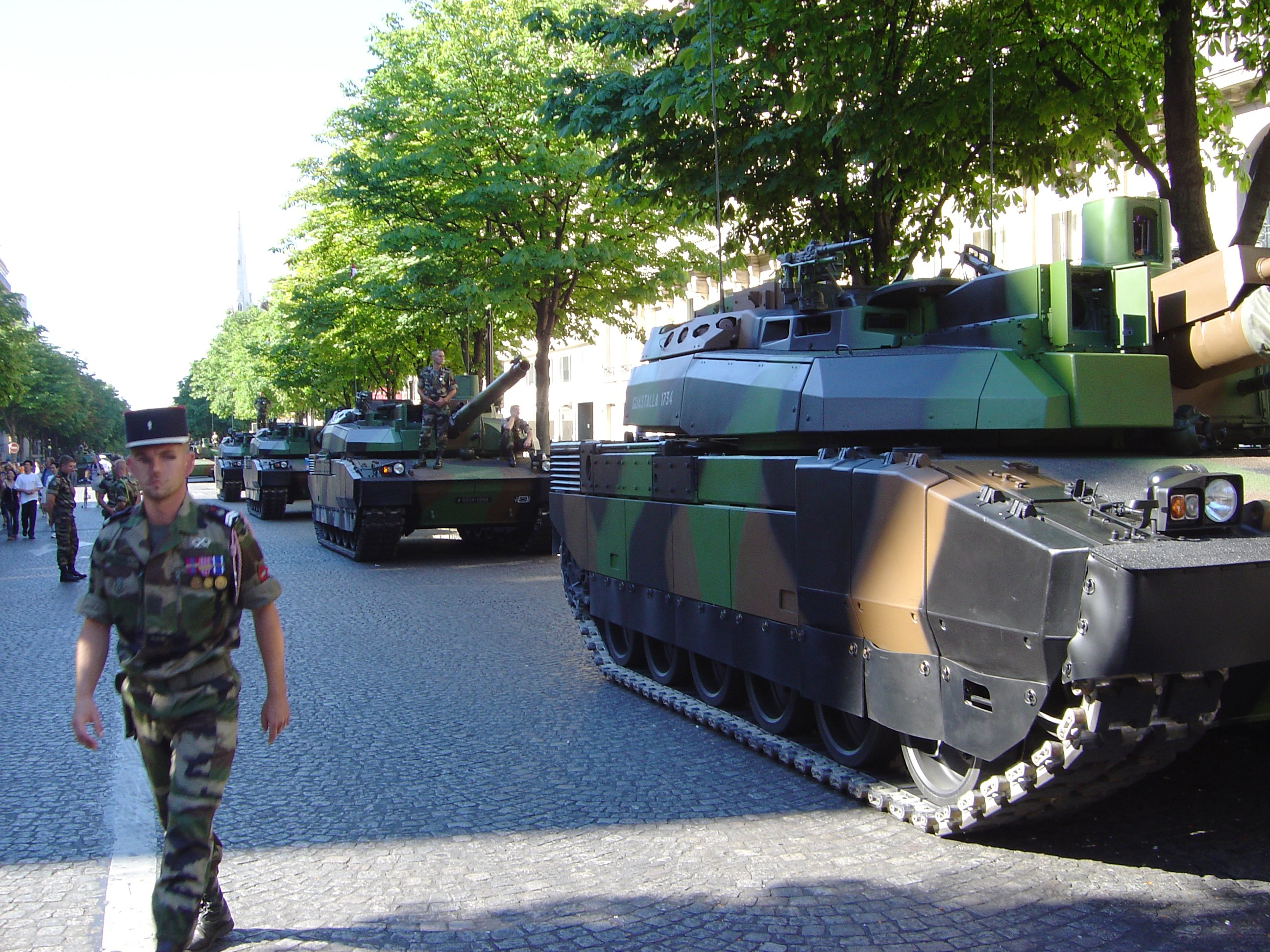
Ежегодный парад военных в День взятия Бастилии

В целом, Франция является одной из немногих стран, в составе вооружённых сил которой есть почти полный спектр современного оружия и военной техники собственного производства — от стрелкового оружия до ударных атомных авианосцев.
Франция является страной-обладательницей ядерного оружия с 1960 года. Официальной позицией французского правительства всегда было создание «ограниченного ядерного арсенала на минимально необходимом уровне». На сегодняшний день этот уровень составляет четыре атомные подводные лодки и около ста самолётов с ядерными ракетами.
В республике действует контрактная система прохождения службы и отсутствует воинская обязанность. Военный персонал, включающий в себя все подразделения, на 2008 год составлял около 270 тыс. человек. При этом, согласно реформе, начатой президентом республики Николя Саркози, из армии должно быть уволено 24 % служащих, в основном состоящих на административных должностях.
По оценкам НАТО, к началу 2025 года в Вооружённых силах Франции состояло 205000 военнослужащих.

## Население

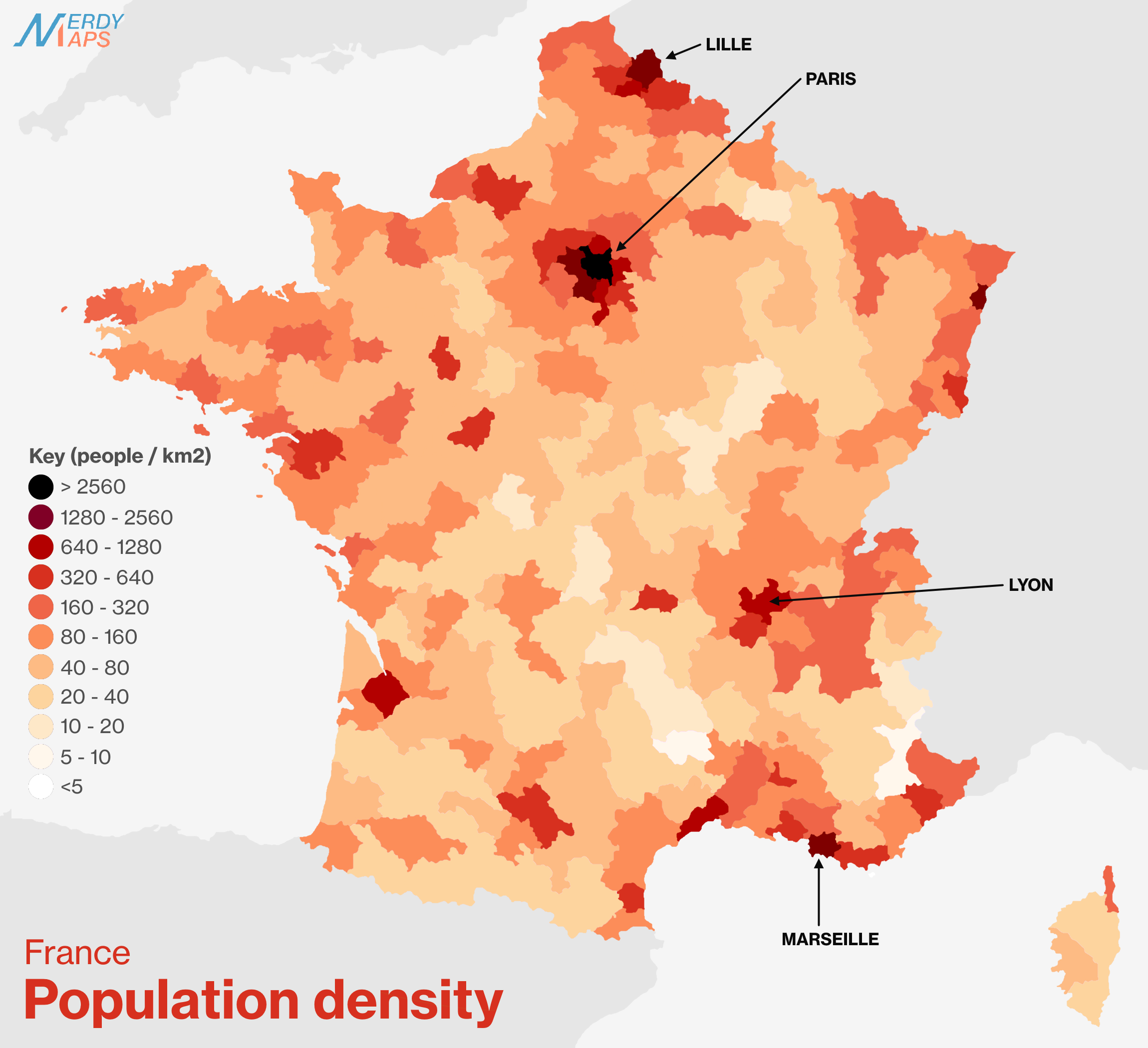
Плотность населения Франции по департаментам на 2018 год

По оценке на 1 января 2017 года, население Франции составляло 64 859 773 человека в метрополии и 66 991 000 человек — с учётом заморских территорий.

Возрастно-половая пирамида населения Франции на 1 января 2021 года

Возрастно-половые пирамиды населения Франции в 1901—2020 г.

Плотность населения во Франции — 103 человек/км². По этому показателю страна занимает 14-е место среди стран Евросоюза. Суммарный коэффициент рождаемости во Франции один из самых высоких в Европе — 2,01 ребёнка на одну женщину репродуктивного возраста.
Во Франции насчитывается 57 городских поселений с населением более 100 000 человек.
Население наиболее крупных городских агломераций Франции по состоянию на 2016 год составляет (тыс. чел.):
- Париж — 10 870;
- Лион — 1635;
- Марсель — 1610;
- Лилль — 1060;
- Ницца — 970;
- Тулуза — 955;
- Бордо — 950.

На 2006 год 10,1 % населения имели иностранное происхождение (то есть не являлись гражданами Франции на момент рождения), из них 4,3 % получили французское гражданство.
| 1901        | 1906        | 1911        | 1960        | 1961        | 1962        | 1963        | 1964        | 1965        |
| ----------- | ----------- | ----------- | ----------- | ----------- | ----------- | ----------- | ----------- | ----------- |
| 40 681 000  | ↗41 067 000 | ↗41 415 000 | ↗46 647 521 | ↗47 293 811 | ↗47 990 159 | ↗48 697 015 | ↗49 361 165 | ↗49 945 471 |
| 1966        | 1967        | 1968        | 1969        | 1970        | 1971        | 1972        | 1973        | 1974        |
| ↗50 430 631 | ↗50 829 214 | ↗51 175 036 | ↗51 518 731 | ↗51 895 793 | ↗52 320 049 | ↗52 776 806 | ↗53 239 101 | ↗53 666 947 |
| 1975        | 1976        | 1977        | 1978        | 1979        | 1980        | 1981        | 1982        | 1983        |
| ↗54 033 095 | ↗54 328 016 | ↗54 565 943 | ↗54 772 084 | ↗54 982 879 | ↗55 224 670 | ↗55 505 282 | ↗55 816 654 | ↗56 149 874 |
| 1984        | 1985        | 1986        | 1987        | 1988        | 1989        | 1990        | 1991        | 1992        |
| ↗56 489 874 | ↗56 825 158 | ↗57 155 165 | ↗57 482 783 | ↗57 803 824 | ↗58 113 622 | ↗58 409 202 | ↗58 557 072 | ↗58 849 212 |
| 1993        | 1994        | 1995        | 1996        | 1997        | 1998        | 1999        | 2000        | 2001        |
| ↗59 105 073 | ↗59 325 793 | ↗59 540 711 | ↗59 752 020 | ↗59 963 792 | ↗60 185 178 | ↗60 495 470 | ↗60 911 057 | ↗61 355 725 |
| 2002        | 2003        | 2004        | 2005        | 2006        | 2007        | 2008        | 2009        | 2010        |
| ↗61 803 229 | ↗62 242 474 | ↗62 702 121 | ↗63 176 246 | ↗63 617 975 | ↗64 012 572 | ↗64 371 099 | ↗64 702 921 | ↗65 023 142 |
| 2011        | 2012        | 2013        | 2015        | 2016        | 2017        | 2018        | 2019        | 2020        |
| ↗65 343 588 | ↗65 649 570 | ↗65 939 866 | ↗66 380 602 | ↗66 628 000 | ↗67 118 648 | ↘66 992 159 | ↗67 257 982 | ↘67 063 703 |
| 2021        | 2024        | 2025        |             |             |             |             |             |             |
| ↗67 749 632 | ↗68 373 433 | ↗68 605 616 |             |             |             |             |             |             |

### Национальный состав

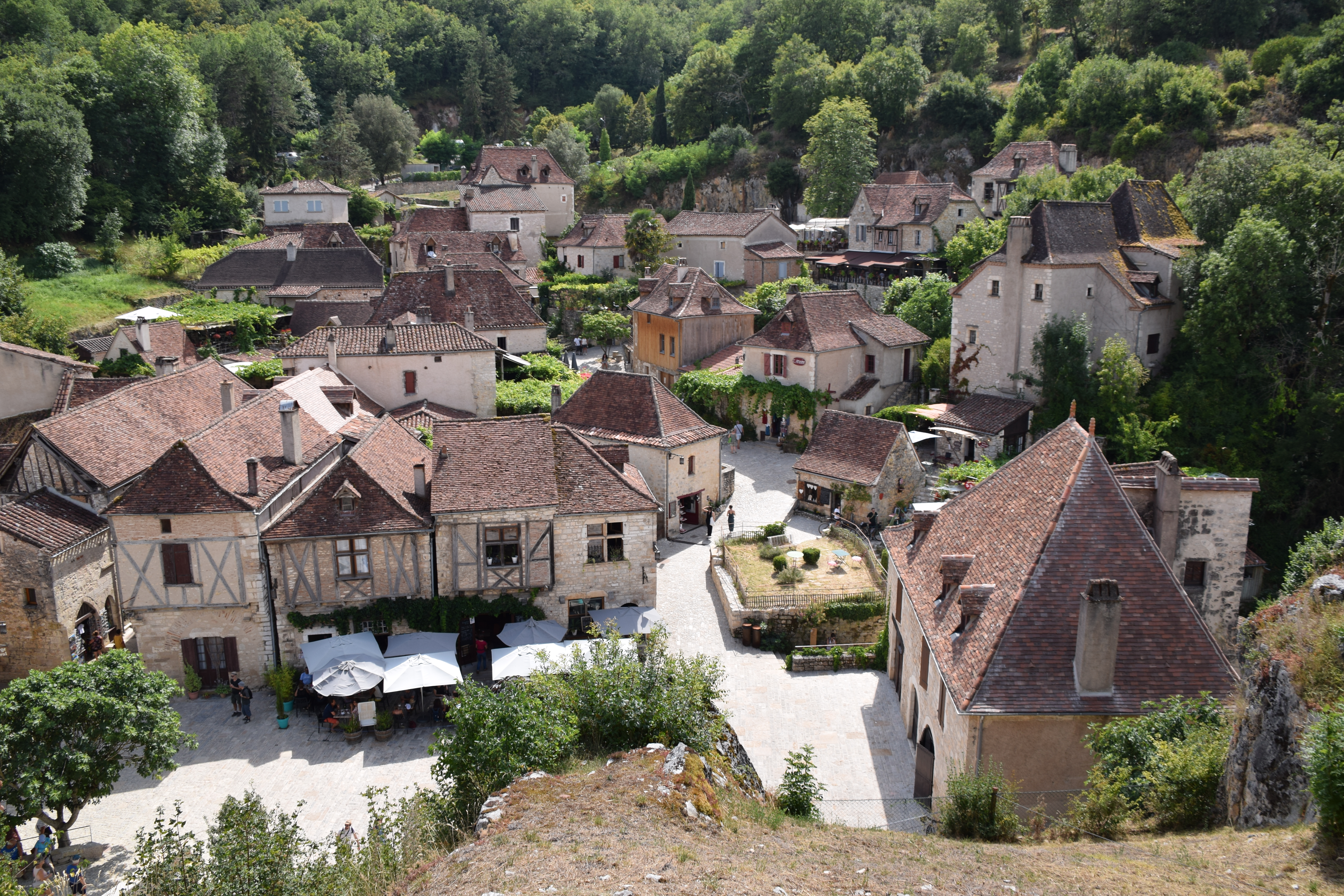
Французская деревня в департаменте Ло

Во французском политическом лексиконе не используется понятие «национальное меньшинство» и даже «национальность» в том смысле, как это слово понималось в Советском Союзе и постсоветской России. В лексиконе французов слово nationalité означает исключительно «гражданство», а прилагательное national, nationale означает принадлежность к государству — Французской Республике, поскольку Республика исходит из nation — народа, которому принадлежит государственный, национальный суверенитет, что зафиксировано в статье 3 Конституции Французской Республики. Таким образом, официальной этнической статистики во Франции не существует.
Советские энциклопедии приводят данные на 1975 год об этническом составе страны, не приводя, впрочем, описания методов оценки: около 90 % населения составляли этнические французы. К национальным меньшинствам относятся эльзасцы и лотарингцы (около 1,4 млн чел.), бретонцы (1,25 млн чел.), евреи (около 500 тыс. чел.), фламандцы (300 тыс. чел.), каталонцы (250 тыс. чел.), баски (140 тыс. чел.) и корсиканцы (280 тыс. чел.).
По тем же причинам неоднозначна и оценка числа этнических армян во Франции: по разным данным, она составляет от 350 до 500 тыс. человек.

### Языки

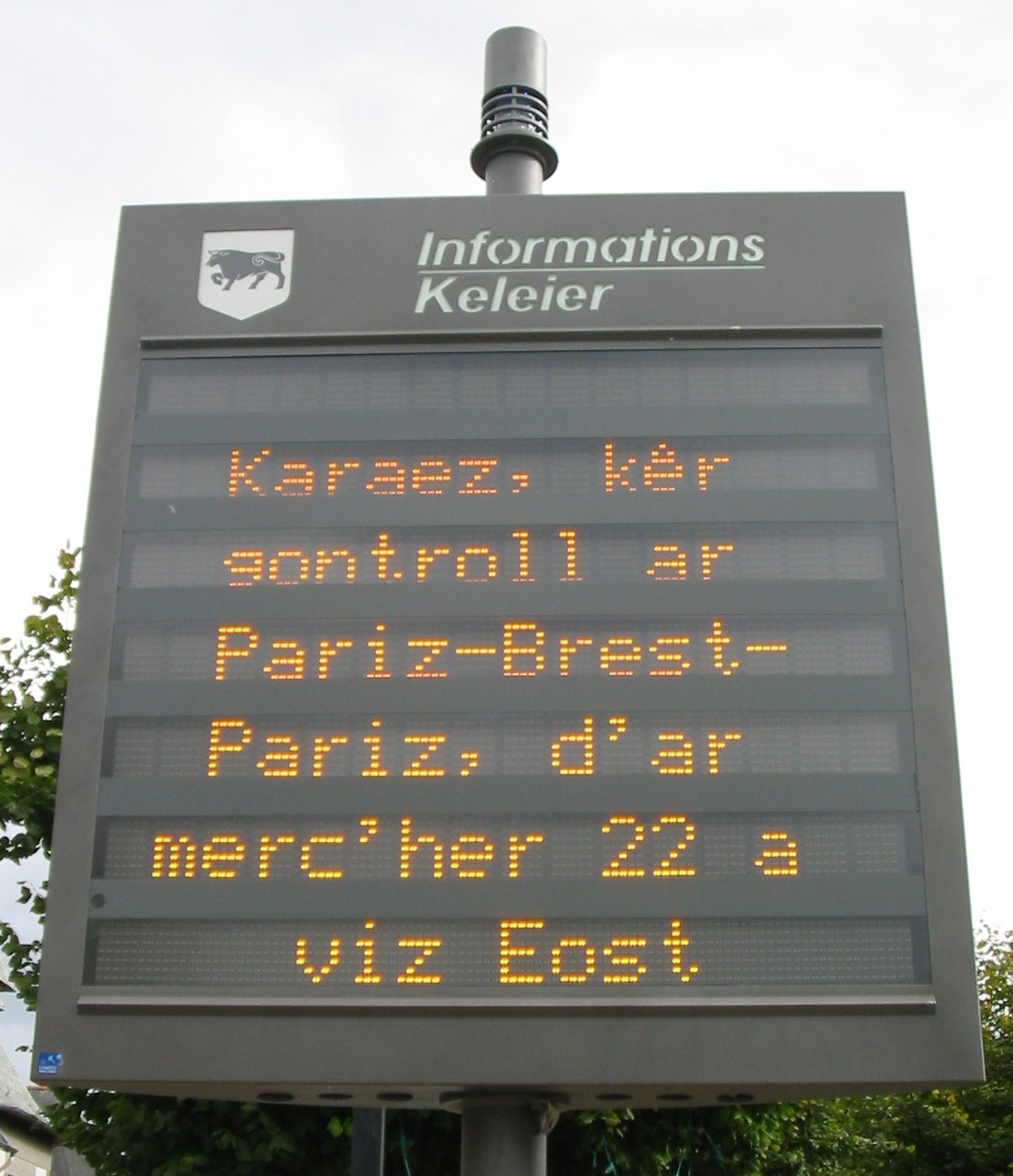
Знак на бретонском языке в Каре-Плугере

Официальный язык государства — французский, на котором говорит бо́льшая часть населения — относится к индоевропейской семье языков (романская группа, галло-романская подгруппа). Развился из народной латыни и ушёл от неё дальше, чем любой другой романский язык. Письменность — на основе латинского алфавита. Наряду с официальным языком, во Франции имеют статус коренных региональных языков 7 языков и диалектов: баскский, бретонский, фламандский, эльзасский (немецкий), каталанский, корсиканский, окситанский. Летом 2010 года в Конституцию Франции была внесена поправка, которая фактически уравняла французский и региональные языки, признав последние «частью наследия страны».
Современный французский язык распадается на множество региональных диалектов. Официально принятый на государственном уровне диалект исходит из так называемого Langue d’Oil — галло-романских диалектов северной Франции, в отличие от окситано-романской группы диалектов (Langue d’Oc), которые были распространены на юге в Окситании. Различие между этими двумя основными группами диалектов на территории Франции было связано со способом произношения слова «да» (oil/oc). В настоящее время Langue d’Oil почти вытеснил Langue d’Oc. Несмотря на это, на территории Франции в быту до сих пор используются различные диалекты как северной, так и южной подгрупп.
В 1994 был принят закон о языке (закон Тубон). Согласно ему, французский язык не просто закреплялся в качестве языка республики, но и защищался от засорения иностранными словами, заимствованиями.
- Эльзасцы говорят на алеманнском диалекте немецкого языка, лотарингцы — на его франкских наречиях. Литературным языком для большинства эльзасцев является немецкий. Большинство эльзасцев — католики, среди сельских жителей есть протестанты (лютеране и кальвинисты).

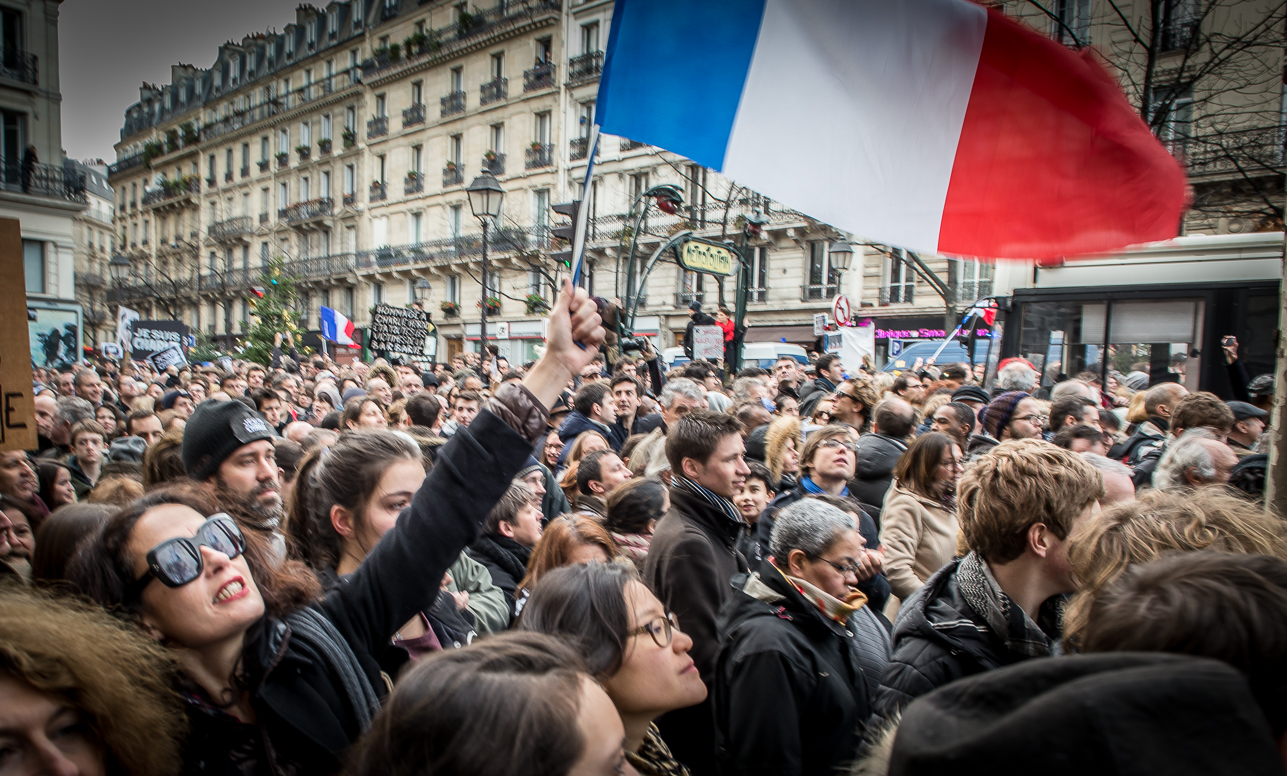
Французы

- Бретонцы говорят на бретонском языке кельтской группы индоевропейской семьи, который имеет четыре диалекта: трегьерский, корнуэльский, ваннский и леонарский, лёгший в основу литературного бретонского языка. На бретонском языке говорит около 200 тысяч человек на западе Бретани. В Бретане исторически преобладает кельтская культура.

- В восточной Бретани распространён диалект французского языка — галло.

- Фламандцы проживают на севере страны, в так называемой Французской Фландрии. Говорят на южном варианте нидерландского языка. По религиозной принадлежности они — в основном католики.

- Корсиканцы (самоназвание — корси) населяют остров Корсика. Говорят на корсиканском языке. Исповедуют католицизм.
- Баски (самоназвание — Euskaldunak— «говорящие по-баскски») во Франции населяют районы Лабур, Суль и Нижняя Наварра; в Испании — провинции Бискайя, Гипускоа, Алава, Наварра. Баскский язык является изолированным (не принадлежащим ни к одной из известных языковых семей) и делится на часто невзаимопонятные диалекты. Баски используют также официальные языки их стран — французский и испанский. Они исповедуют католицизм[60]. Всего носителей баскского языка во французской части Баскских земель — около 50 000 чел.[61]
- По состоянию на 2019 год, во Франции проживало 6,7 миллиона иммигрантов, составивших 9,9 % населения страны[62]. По состоянию на 2018 год, в общей сложности, иммигранты и их прямые потомки составляли 14 миллионов человек (20,9 % населения Франции)[63]. По оценкам на 2011 год, 30 % населения Франции моложе 60 лет являлись иммигрантами в третьем поколении[63][64].

### Религия
Религия во Франции на 2019 год
 Католики (41 %) Иррелигиозны (40 %) Другие религии (5 %) Лютеране (2 %) Православные (2 %) Другие христиане (2 %) Мусульмане (5 %) Буддисты (1 %) Иудеи (1 %) Нет данных (1 %)
Франция — светская страна; свобода совести в ней предусмотрена конституционным правом. Здесь зародилась и развилась доктрина светскости, в соответствии с законом 1905 года государство жёстко отделено от всех религиозных организаций. Франция не собирает официально данные о религиозной принадлежности после национальной переписи 1872 года, что затрудняет оценку религиозного состава населения страны. Закон 1872 года, запрещающий государственным органам собирать данные об этнической принадлежности или религиозных убеждениях людей, был подтверждён законом 1978 года, в котором подчёркивается запрет на сбор или использование личных данных, раскрывающих расу, этническую принадлежность, политические, философские или религиозные взгляды человека. Светский характер республики воспринимается как идентичность. Когда французская нация перестаёт быть столь единой, то вопросы религиозного характера воспринимаются довольно болезненно.
Исследования французского статистического института (INSEE) 2008 года (публикация газеты Le Monde 2015 года):
- Не относят себя ни к какой религии — 45 %;
- Католики — 43 %;
- Мусульмане — 8 %;
- Протестанты — 2 %;
- Православные — 1 %;
- Иудеи — 1 %;
- Буддисты — 1 %;
- Прочие — 1 %.

По проведённому в 2012 году компанией WIN-Gallup International глобальному исследованию, Франция названа одной из наименее религиозных стран мира. Согласно исследованию, из 1671 опрошенного:
- 29 % назвали себя убеждёнными атеистами (4-е место в мире, среднее по миру — 13 %);
- 34 % — нерелигиозными людьми (среднее по миру — 23 %);
- 37 % — религиозными (приверженцами какой бы то ни было религии; среднее по миру — 59 %);
- 1 % — затруднились с ответом или отказались отвечать (среднее по миру — 5 %).

Наиболее крупными протестантскими церквями являются Объединённая протестантская церковь Франции (400 тыс.) и Союз протестантских церквей Эльзаса и Лотарингии (210 тыс.); обе церкви созданы путём объединения реформатов и лютеран. Самую быстрорастущую конфессию представляют пятидесятники (307 тыс. в 2001 году).
Согласно данным The World Factbook, состав населения Франции по вероисповеданию по состоянию на 2015 год: христиане (в подавляющем большинстве католики) — 63-66 %, мусульмане — 7-9 %, буддисты — 0,5-0,75 %, иудеи — 0,5-0,75 %, атеисты — 23-28 %, прочие — 0,5-1,0 %.
Состав населения Франции по вероисповеданию по состоянию на 2019 год: католики — 41 %, иррелигиозны — 40 %, мусульмане — 5 %, другие религии — 5 %, лютеране — 2 %, православные — 2 %, другие христиане — 2 %, буддисты — 1 % , иудеи — 1 %, нет данных — 1 %.

## Экономика

Динамика ВВП в странах Большой восьмёрки в 1992—2009 годах, в процентах от уровня 1992 года

Франция — высокоразвитая постиндустриальная страна, занимает одно из ведущих мест в мире по объёму промышленного производства. Валовой внутренний продукт имеет значение в 1,9 трлн евро (2,6 трлн долларов) в 2009 году. ВВП на душу населения в том же году составил 30 691 евро (42 747 долларов).
По номинальному ВВП Франция — 6-я экономическая держава мира после США, Китая, Японии,Германии и Великобритании (по данным за 2018 год). Со своей территорией в метрополии в 551 602 км² и населением в 64 миллиона жителей, включая заморские территории, Франция считается «крупной» страной. А её экономический вес позволяет ей играть одну из ключевых ролей на международной арене. Франция пользуется своими естественными преимуществами, начиная от центрального географического положения в Европе до обладания выходами на главные торговые пути Западной Европы: Средиземное море, Ла-Манш, Атлантика.
В этом отношении Общий европейский рынок, образованный в 1957 году, был благотворным фактором развития французских предприятий, хотя бывшие колонии и заморские территории продолжают оставаться значимыми коммерческими партнёрами.

### Благосостояние
Минимальная почасовая заработная плата во Франции (SMIC) устанавливается и пересматривается государством. На 2010 год она составляет 8,86 €/час, что соответствует 1343,77 €/месяц (пересчёт почасовой зарплаты в ежемесячную производится INSEE из расчёта 35-часовой рабочей недели).
Примерно 10 % заработных плат во Франции находится на уровне SMIC (для временных рабочих мест эта доля составляет 23 %). В то же время суммарный годовой доход примерно половины работающих французов находится на уровне SMIC.
Распределение зарплат по территории страны неравномерно: по среднему уровню зарплат с сильным отрывом лидирует парижский регион — 27 тыс. евро в год, средние заработные платы остальных регионов приходятся на 18—20 тыс. евро в год.
Оценка дохода семьи производится в расчёте на единицу потребления (ЕП) — первый взрослый человек семьи считается за единицу, остальные члены семьи до 14 лет за 0,3, 14 лет и выше — 0,5. Лишь 10 % семей Франции имеют уровень дохода свыше 35 700 €/ЕП, 1 % — свыше 84 500 €/ЕП, 0,1 % — свыше 225 800 €/ЕП, 0,01 % — 687 900 €/ЕП.
С 1 января 2024 года минимальный размер оплаты труда во Франции составляет 1766,92 евро (брутто) и 1398,69 евро (нетто).

### Промышленность
Ведётся добыча железной и урановых руд, бокситов. Ведущие отрасли обрабатывающей промышленности — машиностроение, в том числе автомобилестроение, электротехническое и электронное (телевизоры, стиральные машины и другое), авиационное, судостроение (танкеры, морские паромы) и станкостроение. Франция — один из крупнейших в мире производителей химической и нефтехимической продукции (в том числе каустической соды, синтетического каучука, пластмасс, минеральных удобрений, фармацевтических товаров и другого), чёрных и цветных (алюминий, свинец и цинк) металлов. Большой известностью на мировом рынке пользуются французская одежда, обувь, ювелирные изделия, парфюмерия и косметика, коньяки, сыры (производится около 400 сортов).

### Сельское хозяйство

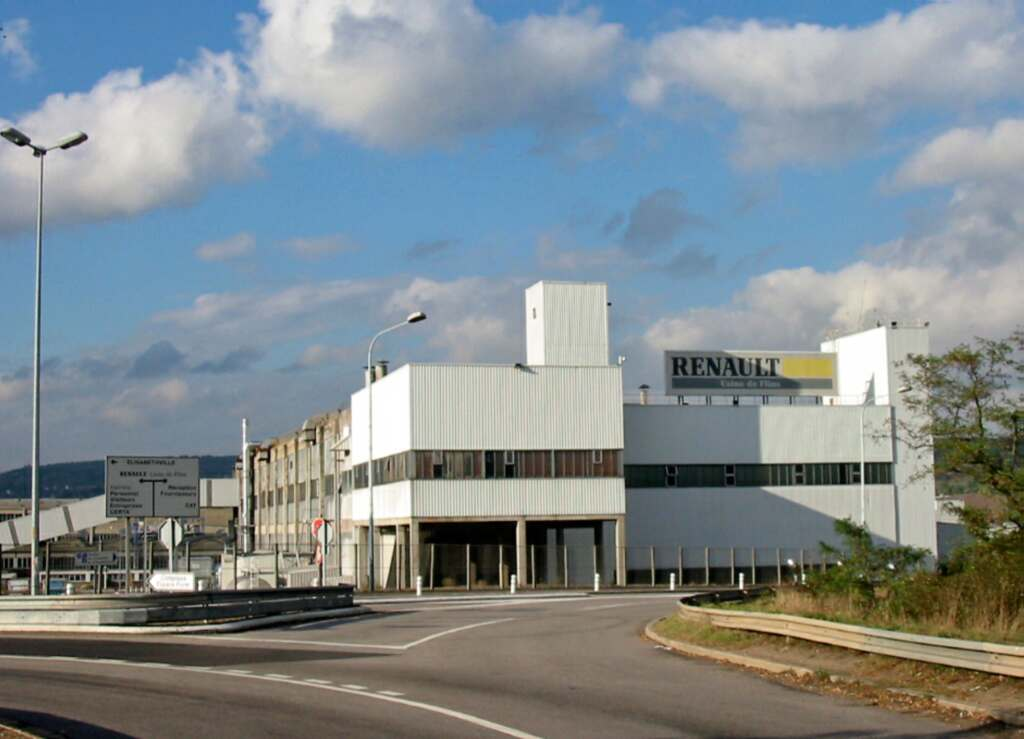
Завод «Renault» в городке Обержанвиль

Франция — один из крупнейших в Европе производителей сельскохозяйственной продукции, занимает одно из ведущих мест в мире по поголовью крупного рогатого скота, свиней, птицы и производству молока, яиц, мяса. На долю сельского хозяйства приходится примерно 4 % ВВП и 6 % трудоспособного населения страны. Сельскохозяйственная продукция Франции составляет 25 % продукции ЕС. Сельскохозяйственные угодья занимают площадь в 48 млн га, что представляет 82 % территории метрополии. Характерной чертой социально-экономической структуры являются достаточно небольшие размеры хозяйств. Средняя площадь земельных угодий — 28 га, что превышает соответствующие показатели многих стран ЕС. В землевладении отмечается большая раздроблённость. Более половины хозяйств существуют на земле собственников. Ведущей силой производства выступают крупные хозяйства. 52 % сельскохозяйственных угодий приходятся на хозяйства размером свыше 50 га, которые составляют 16,8 % их общего числа. Они обеспечивают свыше 2/3 продукции, занимая господствующее положение в производстве почти всех отраслей сельского хозяйства.
Главная отрасль сельского хозяйства — животноводство мясо-молочного направления. В растениеводстве преобладает зерновое хозяйство; основные культуры — пшеница, ячмень, кукуруза. Развиты виноделие (ведущее место в мире по производству вин), овощеводство и садоводство; цветоводство; рыболовство и разведение устриц. Продукты сельского хозяйства: пшеница, хлебные злаки, сахарная свёкла, картофель, винный виноград; говядина, молочные продукты, рыба.
Сельское хозяйство отличается высокой индустриализацией. По насыщенности техникой, использованию химических удобрений оно уступает только Нидерландам, ФРГ, Дании. Техническое оснащение, повышение агрокультуры хозяйств привело к повышению уровня самообеспеченности страны в сельскохозяйственных продуктах. По зерну, сахару он превышает 200 %, по сливочному маслу, яйцам, мясу — свыше 100 %.

### Виноделие
Виноделие очень распространено во Франции. По объёмам произведённого вина Францию обгоняет лишь Испания, а догоняют Китай и Италия.
Франция — родина винограда разных сортов, таких как Каберне Совиньон, Шардоне, Совиньон Блан и Сира, которые культивируются в настоящее время по всему миру. Кроме того именно во Франции появились такие важные ключевые понятия, как «терруар» и «апелласьон». В ней зародились многие винодельческие традиции, распространившиеся с течением времени по другим странам и континентам. Французское виноделие признано во всём мире — это не только важная статья экспорта, но и предмет национальной гордости.
Сегодня виноделие во Франции переживает сложные времена — в первую очередь, в связи с возрастающей конкуренцией на рынке. За последние 30 лет доля Франции в мировой винной торговле сократилась на 30 %. Французские вина верхнего сегмента рынка до сих пор пользуются спросом и во Франции, и за рубежом, несмотря на высокие цены, однако вина нижне- и среднеценового сегмента поставят на массовое производство под общим названием Vins de France («Вина Франции») и они будут иметь стандартный, единый вкус, они будут рассчитаны на любителей этого напитка в странах северной Европы и, в частности, в Великобритании, которая остаётся крупнейшим зарубежным рынком для виноделов Франции.

### Энергетика и добыча полезных ископаемых

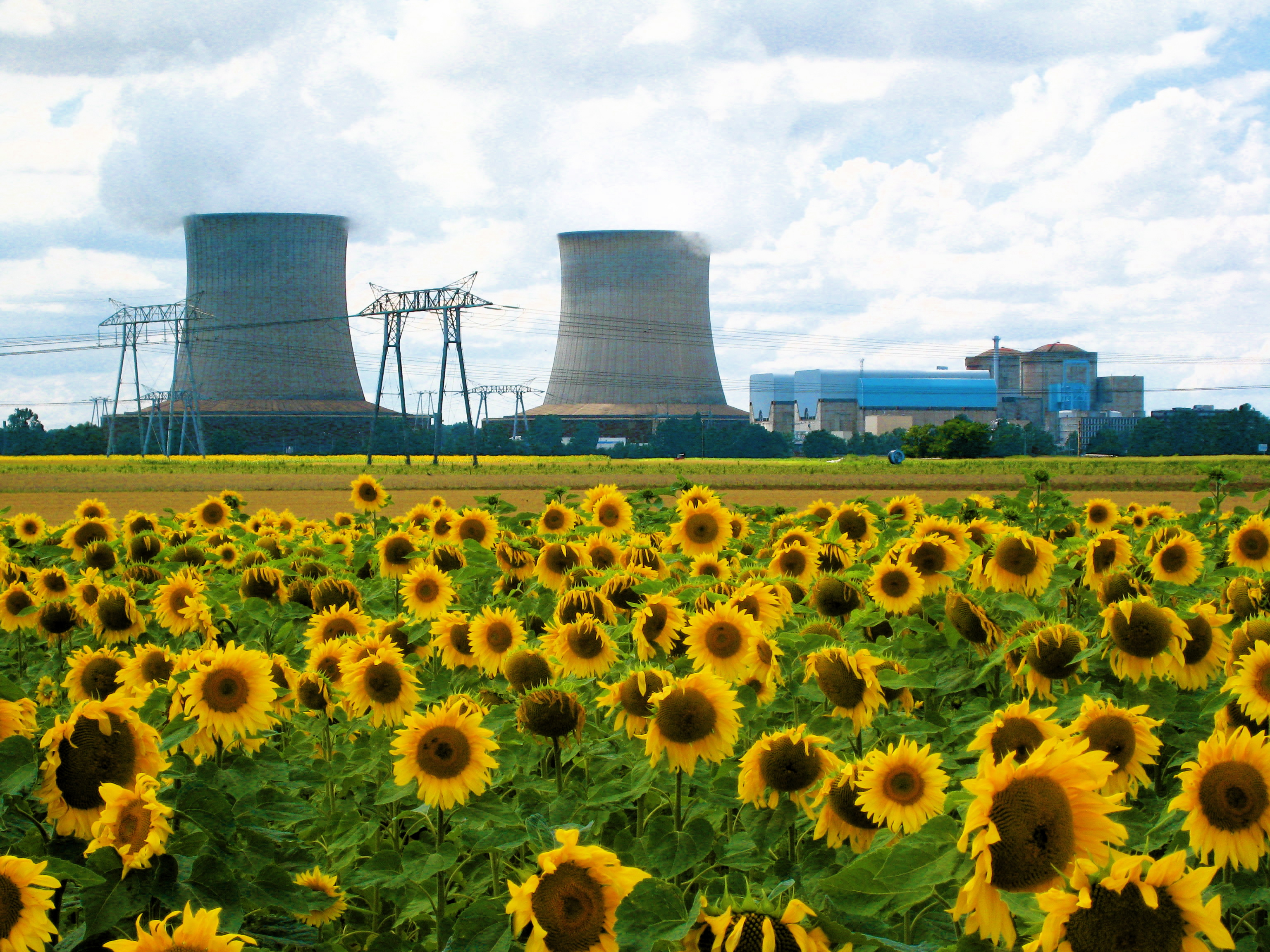
АЭС Сен-Лоран

Ежегодно Франция потребляет около 220 млн т различных видов топлива, при этом значительную роль в производстве энергии играют АЭС, вырабатывающие три четверти произведённой электроэнергии (58 энергоблоков общей мощностью 63,13 ГВт на 1 июня 2011 года). Крупнейший производитель электроэнергии во Франции — историческая монополия «Électricité de France».
Сеть гидроэлектростанций Франции является самой большой в Европе. На её территории расположено около 500 ГЭС. Гидроэлектрические станции Франции вырабатывают 20 000 МВт мощности.
Лесные массивы составляют более 30 % территории, ставя Францию на третье место после Швеции и Финляндии по их площади среди стран Европейского Союза. С 1945 года площадь лесных массивов во Франции увеличилась на 46 %, а за последние 200 лет она возросла в два раза.
Во Франции насчитывается 136 видов деревьев, что для европейской страны большая редкость. Здесь также увеличивается количество крупных животных: за последние 20 лет число оленей увеличилось в два раза, а косуль — в три.
Франция располагает значительными запасами железной руды, урановых руд, бокситов, калийных и каменных солей, угля, цинка, меди, свинца, никеля, нефти, древесины. Основными регионами добычи угля являются Лотарингия (9 млн т) и угольные бассейны Центрального массива. Начиная с 1979 года, импорт угля превышает его добычу. В настоящее время наиболее крупные поставщики этого вида топлива — США, Австралия и ЮАР. Основными потребителями нефти и нефтепродуктов являются транспорт и ТЭС, при этом Франция импортирует нефть из Саудовской Аравии, Ирана, Великобритании, Норвегии, России, Алжира и ряда других стран. Добыча газа не превышает 3 млрд м³. Одно из наиболее крупных месторождений газа Франции — Лак в Пиренеях — большей частью исчерпано. Основные поставщики газа Норвегия, Алжир, Россия, Нидерланды, Великобритания, Нигерия и Бельгия. «Газ де Франс» — одна из крупнейших газовых компаний в Европе. Основными направлениями деятельности компании являются разведка, добыча, сбыт и распределение природного газа.
Чтобы сохранить и приумножить природное богатство Франции, государством были созданы:
- 7 национальных парков (например, Parc national de la Vanoise, Parc national de la Guadeloupe, Parc National des Pyrénées и др.),
- 156 природных заповедников,
- 516 зон биотопной защиты,
- 429 участков, находящихся под защитой Береговой Охраны,
- 43 природных региональных парка, охватывающих более 12 % всей территории Франции.

На охрану окружающей среды Франция в 2006 году выделила 47,7 млрд евро, что составляет 755 евро в расчёте на каждого жителя.
Переработка сточных вод и отходов составляет 3/4 этих расходов.
Франция участвует во многих международных соглашениях и конвенциях, в том числе разработанных Организацией Объединённых Наций по вопросам климата, биологического разнообразия и опустынивания.

### Торговля и сфера услуг
Экспорт: машиностроительная продукция, в том числе транспортное оборудование (около 14 % стоимости), автомобили (7 %), сельскохозяйственные и продовольственные товары (17 %; один из ведущих европейских экспортёров), химические товары и полуфабрикаты и др. По данным Всемирного банка в 2012 году Франция занимала второе место в мире после США по экспорту пшеницы (20,3 млн т стоимостью 6,7 млрд долларов).

### Туризм

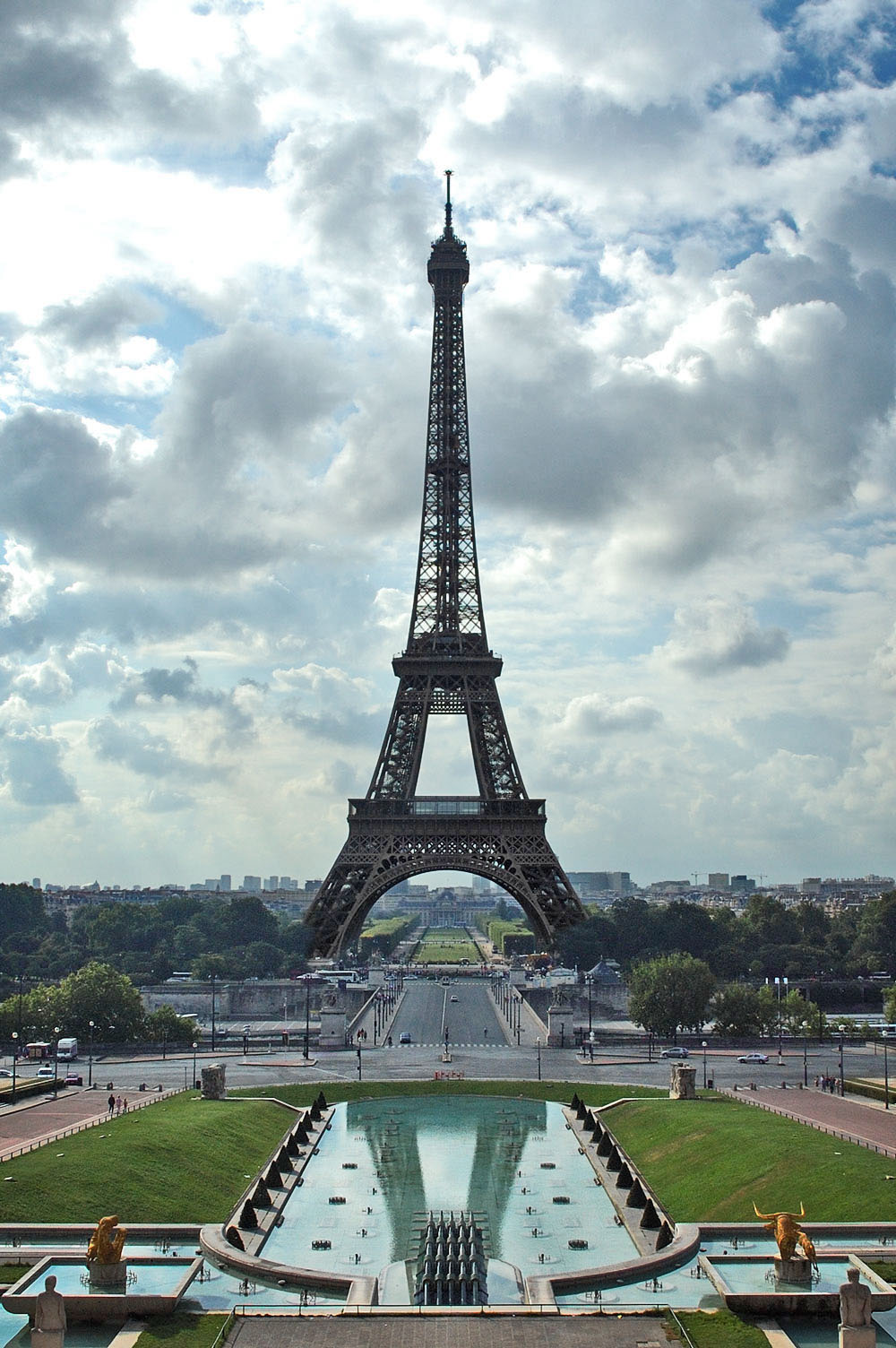
Эйфелева башня, Париж

Франция — самая посещаемая страна в мире (по количеству приезжающих иностранцев); Париж — самый туристический город; Эйфелева башня — самая посещаемая и популярная в мире достопримечательность, а это означает, что Франция — бесспорный чемпион мирового туризма.
Однако доход от международного туризма намного выше в США (81,7 млрд долларов), чем во Франции (42,3 млрд долларов), что объясняется более кратким пребыванием туристов во Франции: приезжающие в Европу стремятся посетить и соседние, не менее привлекательные страны. К тому же французский турист больше семейный, чем деловой, что также объясняет меньшие расходы туристов во Франции.
В 2010 году Францию посетило около 76,8 млн человек — абсолютный рекорд. Внешний баланс французского туризма позитивный: в 2000 году доход от туризма составил 32,78 млрд евро, тогда как французские туристы, путешествовавшие за границу, израсходовали только 17,53 млрд евро.
То, что без сомнения привлекает приезжающих во Францию — это большое разнообразие пейзажей, длинные линии океанического и морского побережий, умеренный климат, множество различных памятников, а также престиж французской культуры, кухни и образа жизни.
Согласно статистике Всемирной туристской организации ООН (UNWTO) по международному турпотоку в 2017 году, Франция с 86,9 млн посетителями заняла первое место.

## Транспорт

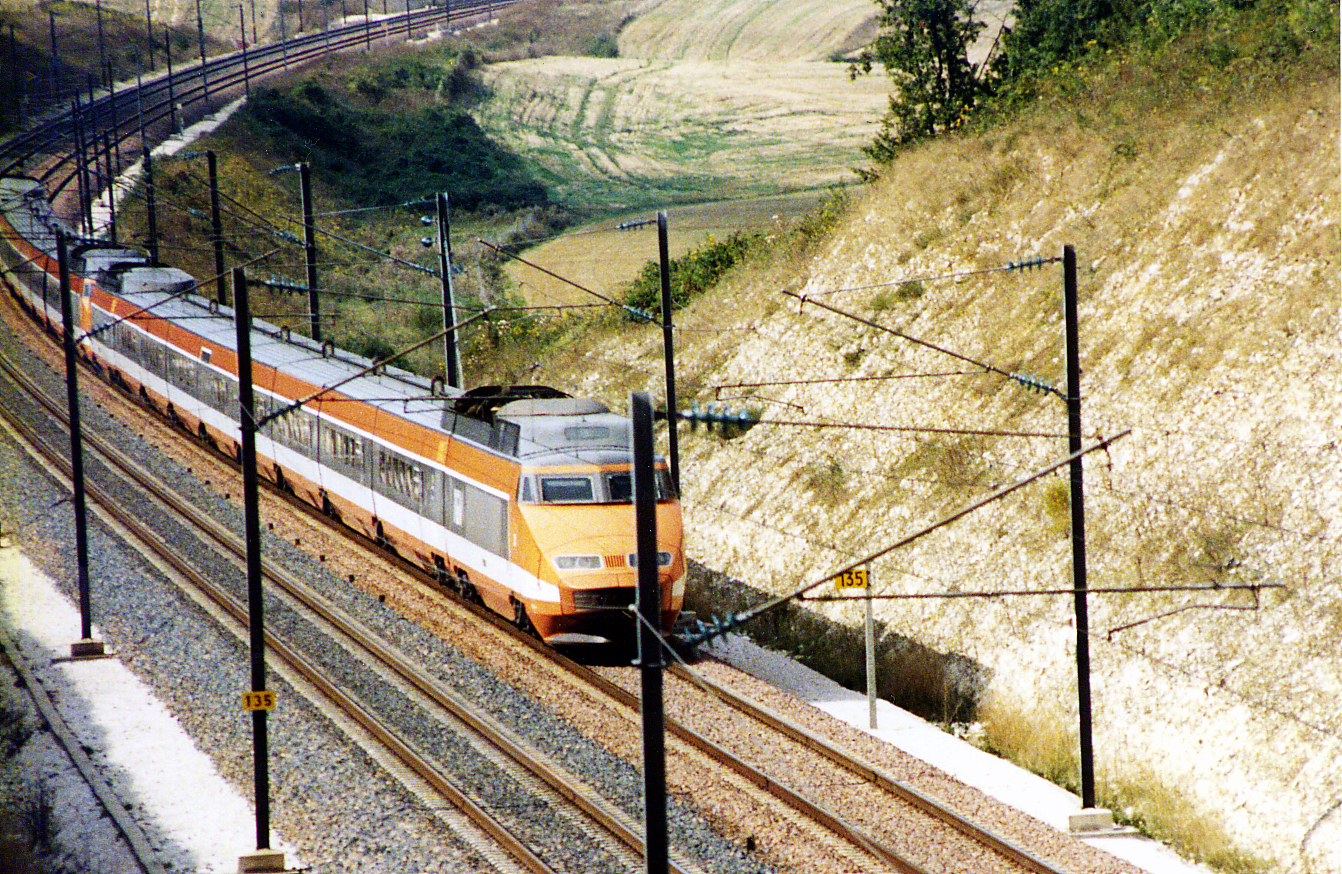
Поезд TGV PSE на линии Париж—Лион

### Железнодорожный транспорт
Железнодорожный транспорт Франции очень развит. Местные и ночные поезда, в том числе TGV (высокоскоростные поезда) связывают столицу со всеми крупными городами страны, а также с соседними странами Европы. Скорость движения этих поездов — 320 км/ч. Железнодорожная сеть Франции составляет 29 370 км, и является самой протяжённой железнодорожной сетью среди стран Западной Европы. Железнодорожное сообщение существует со всеми соседними странами, кроме Андорры.
Метро во Франции имеется в Париже, Лионе, Марселе, Лилле, Тулузе, Ренне. В Руане — частично подземный скоростной трамвай. Помимо системы метро, в Париже существует сеть RER, связанная одновременно с системой метро и сетью пригородных поездов.

### Автомобильный транспорт

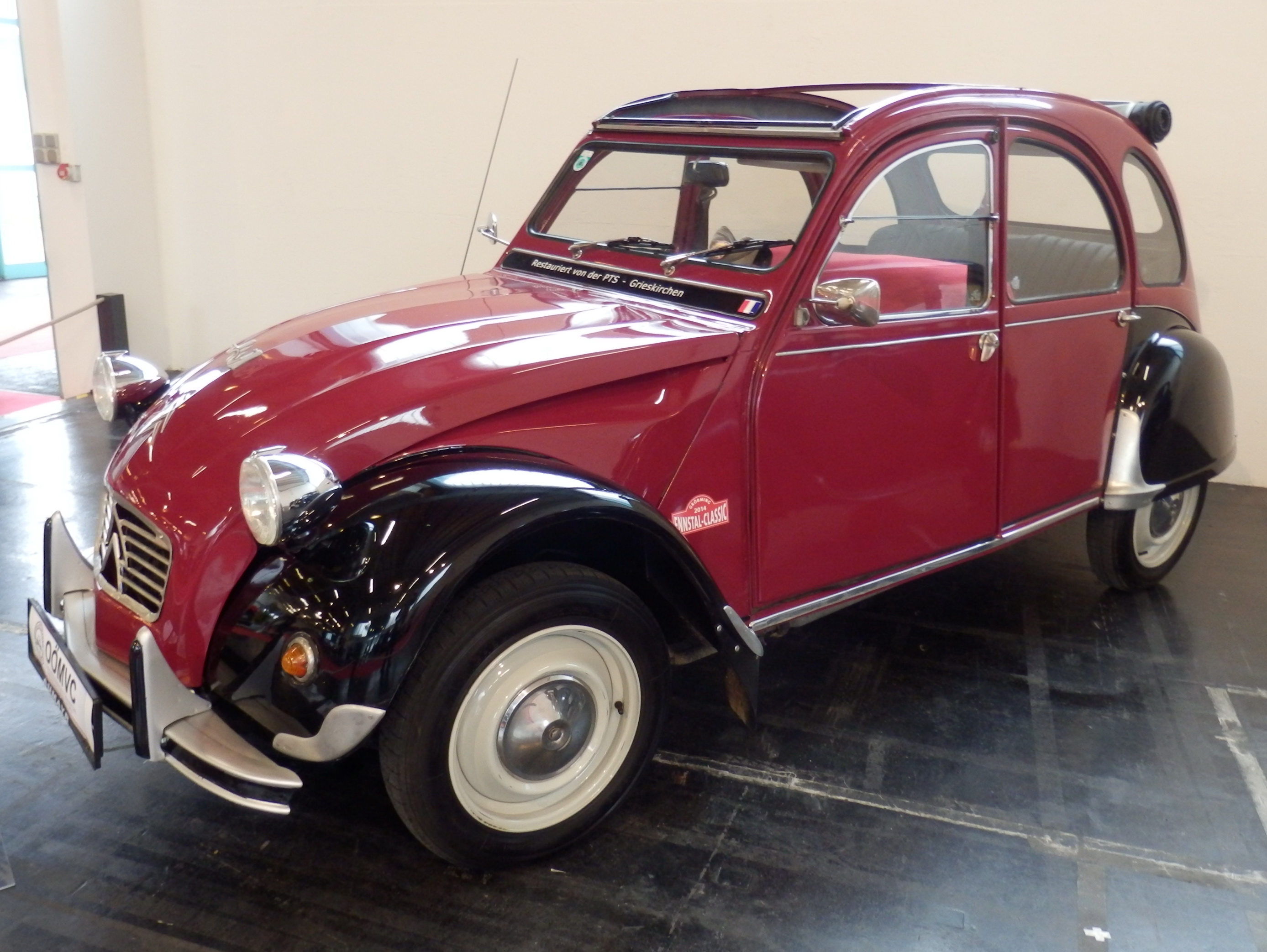
Citroën 2CV — олицетворение автопрома Франции на многие десятилетия

Автомобильная промышленность Франции является важной частью французской экономики, на его долю, в 2020-х годах приходится до 16 % продаж французской обрабатывающей промышленности
Сеть автомобильных дорог достаточно плотно покрывает всю территорию страны. Общая протяжённость автодорог 951 500 км.
Основные дороги Франции делят на следующие группы:
- Автомагистрали — название дороги составлено из буквы A с номером дороги. Допустимая скорость — 130 км/ч, обязательное наличие заправок каждые 50 км, бетонная разделительная полоса, отсутствие светофоров, пешеходных переходов.
- Национальные дороги — префикс N. Допустимая скорость — 90 км/ч (при наличии бетонной разделительной полосы — 110 км/ч).
- Департаментальные дороги — префикс D. Допустимая скорость — 90 км/ч.

В городах допустимая скорость — 50 км/ч. Использование ремней безопасности — обязательно. Дети до 10 лет должны перевозиться на специальных сиденьях.

### Авиационный транспорт
Во Франции около 475 аэропортов. 295 из них имеют асфальтированные или бетонные взлётно-посадочные полосы, а оставшиеся 180 — грунтовые (данные на 2008 год).
Самый большой французский аэропорт — аэропорт Руасси-Шарль-де-Голль, расположен в пригороде Парижа. Национальный французский авиаперевозчик Air France осуществляет авиарейсы практически во все страны мира.

## Культура
Франция обладает огромным культурным наследием. Оно богато, разнообразно, отражает широкие региональные различия, а также влияние иммиграционных волн разных эпох. Франция дала цивилизации великих математиков, многочисленных философов, писателей, художников, Век просвещения, язык дипломатии, определённую универсальную концепцию человека и многое другое. Французский язык в течение многих веков был одним из основных международных языков, и в значительной мере сохраняет эту роль и по сей день. Длительные периоды своей истории Франция являлась основным культурным центром, распространяя свои достижения по всему миру. Во многих областях, как, например, мода или кинематограф, она до сих пор сохраняет лидирующие позиции в мире. В Париже расположена штаб-квартира ЮНЕСКО — Организации Объединённых Наций по вопросам образования, науки и культуры.

### Гастрономия
Традиционная французская трапеза может начинаться с закусок (hors d’oeuvre) (горячих или холодных закусок, если речь идёт о ланче), за которыми следует суп, затем основное блюдо, салат и сыр. Завершением трапезы служит десерт или фрукты. Важной частью трапезы является сыр, которого более 200 сортов. Именно во Франции сформировалось такое блюдо как суп с прозрачным бульоном. Особой гордостью французов являются вина. Короли французских вин — бордо и бургундское. Также всемирной известностью пользуется коньяк.

### Архитектура

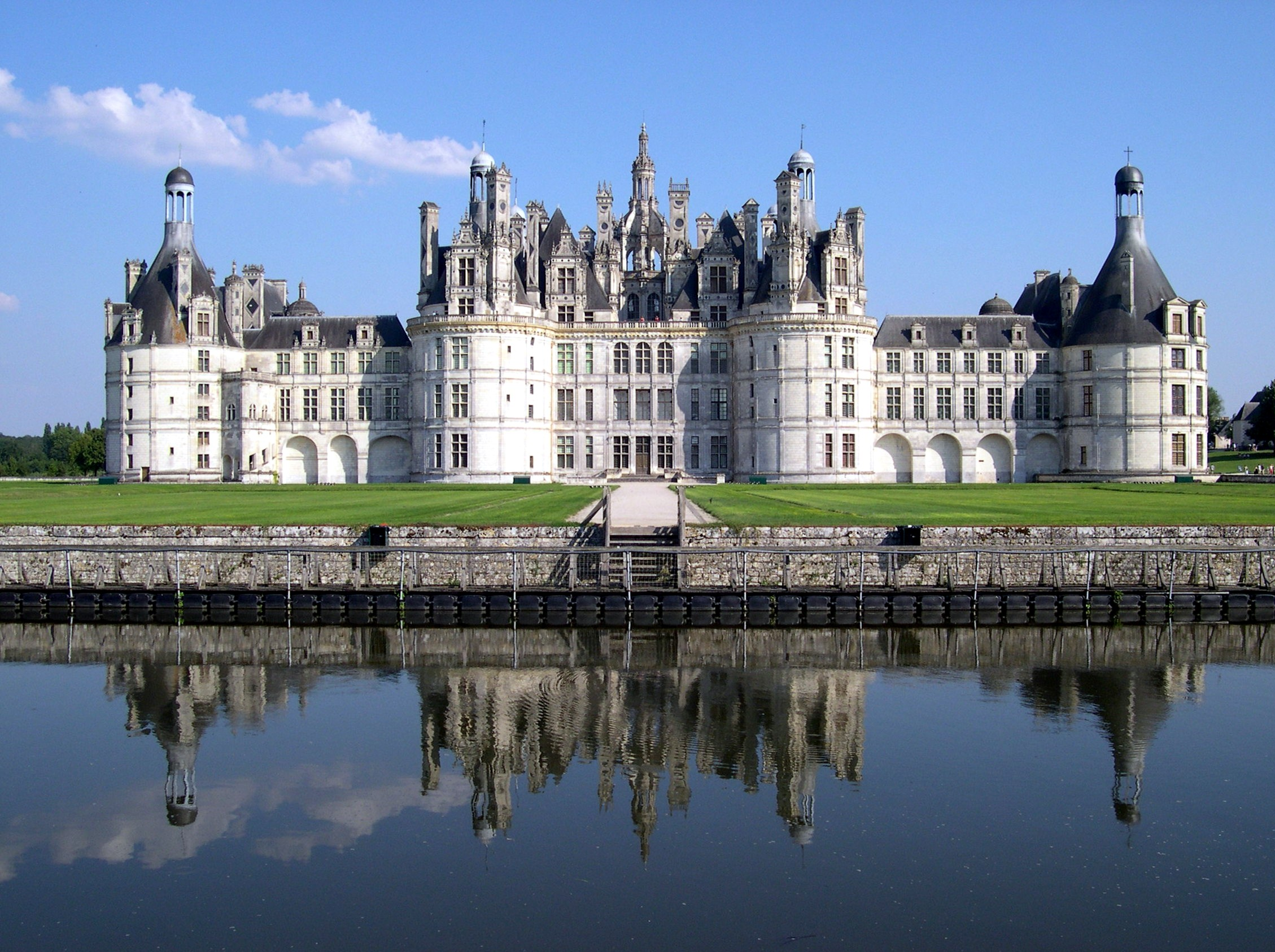
Замок Шамбор

На территории Франции сохранились значительные памятники как античной архитектуры, в первую очередь в Ниме, так и романского стиля, получившего наибольшее распространение в XI веке. Характерными представителями последнего являются, например, соборы в Базилика святого Сатурнина в Тулузе, самая большая романская церковь в Европе, и церковь Нотр-Дам-ля-Гранд в Пуатье. Однако средневековая французская архитектура в первую очередь известна своими готическими сооружениями. Готический стиль возник во Франции в середине XII века, первым готическим собором стала базилика Сен-Дени (1137—1144). Наиболее значительными произведениями готического стиля во Франции считаются соборы Шартра, Амьена и Реймса, но вообще во Франции осталось огромное количество памятников готического стиля, от часовен до огромных соборов. В XV веке наступил период так называемой «пламенеющей готики», от которой до нас дошли лишь отдельные образцы, как башня Сен-Жак в Париже или один из порталов Руанского собора. В XVI веке, начиная с правления Франциска I, во французской архитектуре наступает эпоха Возрождения, хорошо представленная замками в долине Луары — Шамбор, Шенонсо, Шеверни, Блуа, Азэ-лё-Ридо и другие, — а также дворцом Фонтенбло.
XVII век — расцвет архитектуры барокко, характерной созданием больших дворцово-парковых ансамблей, таких как Версаль и Люксембургский сад, и огромных купольных зданий, как Валь-де-Грас или Дом инвалидов. На смену барокко в XVIII веке приходит классицизм. К этой эпохе относятся первые образцы городского планирования, с прямыми улицами и перспективами, организацией городского пространства, как, например, Елисейские поля в Париже. К образцам архитектуры классицизма относятся многие парижские памятники, например, Пантеон (бывшая церковь Сен-Женевьев) или Церковь Мадлен. Классицизм постепенно переходит в ампир, стиль первой трети XIX века, эталоном которого во Франции является арка на площади Каррузель. В 1850—1860-е годы была проведена полная перепланировка Парижа, в результате которой он принял современный вид, с бульварами, площадями и прямыми улицами. В 1887—1889 годах была возведена Эйфелева башня, которая, хоть и встретила существенное неприятие современников, в настоящее время считается одним из символов Парижа. В XX веке по всему миру распространяется модернизм, в архитектуре которого Франция уже не играла лидирующей роли, однако во Франции тем не менее были созданы прекрасные образцы стиля, как, например, церковь в Роншане, построенная Ле Корбюзье, или построенный по специально разработанному плану деловой квартал Парижа Дефанс с Большой Аркой. В том же Дефансе расположен небоскрёб Tour First — имея высоту 231 м, занимает 26-ю строчку в списке самых высоких зданий Европы (включая Россию), 8-ю строчку в списке самых высоких зданий ЕС, и является самым высоким зданием (но не сооружением) Франции.

### Изобразительное искусство

Эдуард Мане, «Завтрак на траве». С этой картины фактически начался французский импрессионизм

Хотя Франция произвела замечательные образцы средневекового искусства (скульптура готических соборов, живопись Жана Фуке, книжная миниатюра, вершиной которой считается Великолепный часослов герцога Беррийского братьев Лимбург) и искусства возрождения (лиможские эмали, живопись Франсуа Клуэ, школы Фонтенбло) и XVII века (Жорж де Латур), французское искусство всё время находилось в тени других стран, прежде всего Италии и Нидерландов. В XVII веке крупнейшие французские мастера (живописцы Никола Пуссен и Клод Лоррен, скульптор Пьер Пюже) существенную часть жизни проводили в Италии, считавшейся в это время центром мирового искусства. Первым стилем живописи, возникшим во Франции, стал в XVIII веке стиль рококо, крупнейшими представителями которого были Антуан Ватто и Франсуа Буше. Во второй половине XVIII века французская живопись, пройдя через натюрморты Шардена и женские портреты Грёза, пришла к классицизму, который доминировал во французском академическом искусстве до 1860-х годов. Основными представителями этого направления были Жак Луи Давид и Доминик Энгр.
Одновременно во Франции развивались общеевропейские художественные течения, существенно расходившиеся с официальным академическим направлением: романтизм (Теодор Жерико и Эжен Делакруа), ориентализм (Жан-Леон Жером), реалистический пейзаж «Барбизонской школы», наиболее яркими представителями которой были Жан-Франсуа Милле и Камиль Коро, реализм (Гюстав Курбе, отчасти Оноре Домье), символизм (Пьер Пюви де Шаванн, Гюстав Моро). Однако только в 1860-е годы французское искусство сделало качественный прорыв, выведший Францию в бесспорное лидерство в мировом искусстве и позволивший ей удерживать это лидерство вплоть до Второй мировой войны. Этот прорыв связан в первую очередь с творчеством Эдуара Мане и Эдгара Дега, а затем — импрессионистов, наиболее заметными из которых были Огюст Ренуар, Клод Моне, Камиль Писсарро и Альфред Сислей, а также Гюстав Кайботт.
В это же время другими выдающимися фигурами были скульптор Огюст Роден и не примыкавший ни к каким течениям Одилон Редон. Примыкавший сначала к импрессионистам Поль Сезанн вскорости отошёл от них и начал работать в стиле, позже названном постимпрессионизмом. К постимпрессионизму относят также творчество таких крупных художников, как Поль Гоген, Винсент ван Гог и Анри де Тулуз-Лотрек, а также постоянно возникавшие во Франции в конце XIX и начале XX века новые художественные течения, которые затем распространялись по всей Европе, оказывая влияние на другие художественны школы. Это пуантилизм (Жорж Сёра и Поль Синьяк), группа Наби (Пьер Боннар, Морис Дени, Эдуар Вюйяр), фовизм (Анри Матисс, Андре Дерен, Рауль Дюфи), кубизм (ранние произведения Пабло Пикассо, Жорж Брак). Французское искусство откликнулось и на основные направления авангарда, как, например, экспрессионизм (Жорж Руо, Хаим Сутин), стоящая особняком живопись Марка Шагала или сюрреалистические произведения Ива Танги. После немецкой оккупации во Вторую мировую войну Франция потеряла лидерство в мировом искусстве.

### Литература

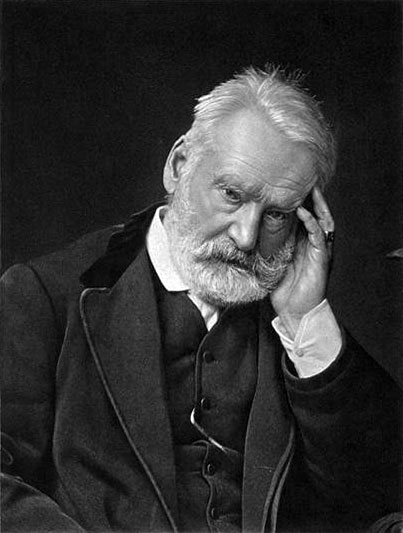
Виктор Гюго — французский писатель, драматург, поэт, политический деятель, академик, один из самых выразительных поэтов французского романтизма

### Музыка
Французская музыка известна со времён Карла Великого, но композиторы мирового масштаба: Жан Батист Люлли, Луи Куперен, Жан Филипп Рамо — появились лишь в эпоху барокко. Расцвет французской классической музыки наступил в XIX веке. Эпоха романтизма представлена во Франции произведениями Гектора Берлиоза, в первую очередь его симфонической музыкой. В середине века пишут свои произведения такие известные композиторы, как Камиль Сен-Санс, Габриэль Форе и Сезар Франк, а в конце XIX века во Франции развивается новое направление классической музыки — импрессионизм, связанный с именами Эрика Сати, Клода Дебюсси и Мориса Равеля. В XX веке классическая музыка Франции развивается в общем русле мировой музыки. Известных композиторов, включая Артура Онеггера, Дариуса Мийо и Франсиса Пуленка, формально объединяют в группу «Шестёрки», хотя в их творчестве мало общего. Творчество Оливье Мессиана вообще невозможно отнести ни к какому направлению музыки. В 1970-е годы во Франции зародилась позже распространившаяся по всему миру техника «спектральной музыки», в которой музыка пишется с учётом её спектра звука.

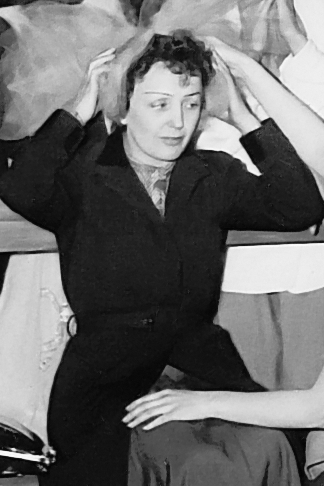
Эдит Пиаф

В 1920-х годах во Франции распространился джаз, крупнейшим представителем которого стал Стефан Граппелли. Французская поп-музыка развивалась по другому пути, нежели англоязычная. Так, ритм песни часто следует ритму французского языка (такой жанр обозначается как шансон). В шансоне акцент может делаться как на слова песни, так и на музыку. В этом жанре необычайной популярности в середине XX в. достигли Эдит Пиаф, Шарль Азнавур. Многие шансонье сами писали стихи к песням, как, например, Жорж Брассенс, Жак Брель, Жильбер Беко, киноартисты Бурвиль и Ив Монтан. Во многих регионах Франции возрождается народная музыка. Как правило, фолк-группы исполняют композиции начала XX века, с использованием фортепиано и аккордеона.
Во второй половине XX в. во Франции получила распространение и обычная эстрадная музыка, исполнителями которой были, например, Мирей Матьё, Далида, Джо Дассен, Патрисия Каас, Милен Фармер, Лара Фабиан.

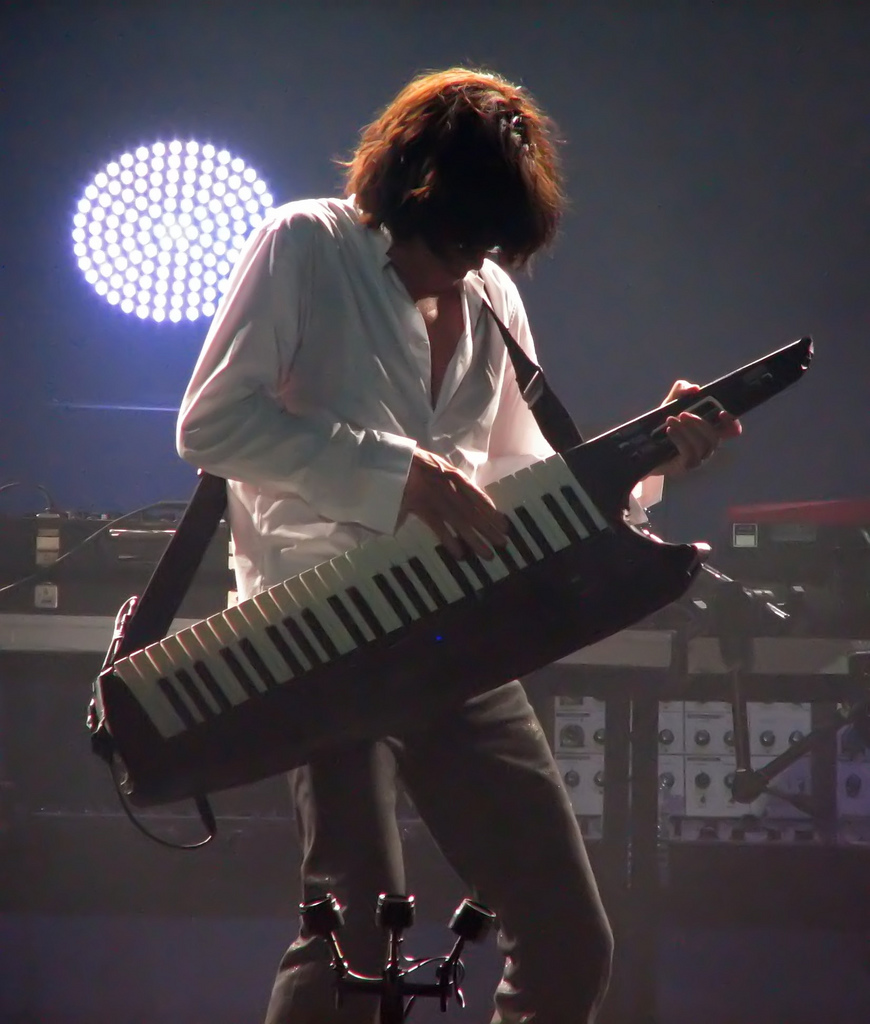
Жан-Мишель Жарр

Особо значительный вклад французы сделали в электронную музыку. Жан-Мишель Жарр, группы Space и Rockets были одними из пионеров этого жанра. В ранней французской электронике центральную роль играл синтезатор, а также эстетика научной фантастики и космоса. В 1990-е во Франции развиваются и другие электронные жанры, такие как трип-хоп (Air, Télépopmusik), нью-эйдж (Era), хаус (Daft Punk) и др.
Рок-музыка во Франции не так популярна, как в северной Европе, однако и этот жанр хорошо представлен на французской сцене. Среди патриархов французского рока 1960—70-х стоит отметить прогрессивных Art Zoyd, Gong, Magma. Ключевые группы 80-х — постпанки Noir Désir, металлисты Shakin' Street и Mystery Blue. Самые успешные группы последнего десятилетия — металлисты Anorexia Nervosa и исполняющие рэпкор Pleymo. Последние также связаны с хип-хоп сценой Франции. Этот «уличный» стиль очень популярен среди некоренного населения, арабских и африканских иммигрантов. Некоторые исполнители из иммигрантских семей добились массовой известности, например Diam's, MC Solaar.
21 июня во Франции широко отмечается День музыки.

### Кинематограф

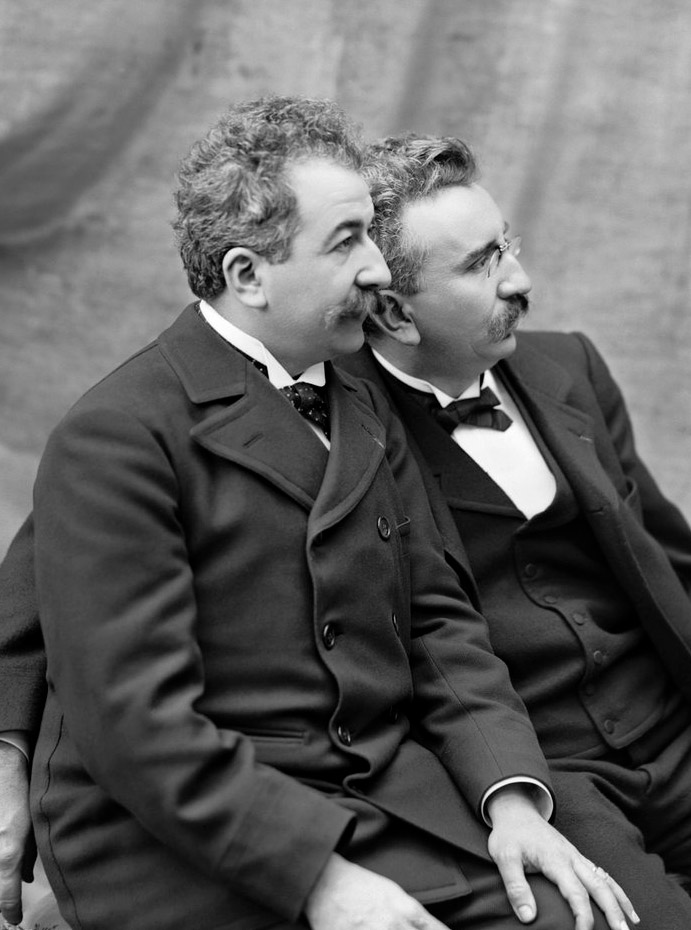
Братья Люмьер — родоначальники кино

Несмотря на то, что именно Франция является местом изобретения кино в конце XIX века, современный облик французского кинематографа сформировался уже после Второй мировой войны, после осмысления наследия войны и немецкой оккупации. После ряда антинацистских лент произошло важное обращение французского кинематографа к гуманизму. После войны получили мировую известность лучшие экранизации французской классики: «Пармская обитель» (1948), «Красное и чёрное» (1954), «Тереза Ракен» (1953). Ещё в конце 1950-х очень важную роль в развитии французского кино сыграл новаторский фильм А. Рене «Хиросима, любовь моя» (1959). В конце 1940-х — начале 1950-х годов получают известность блистательные актёры: Жерар Филип, Бурвиль, Жан Маре, Мари Казарес, Луи де Фюнес, Серж Реджани и другие.
На пике «новой волны» французского кино за короткий срок приходят более 150 новых режиссёров, среди которых ведущие места заняли Жан-Люк Годар, Франсуа Трюффо, Клод Лелуш, Клод Шаброль, Луи Маль. Затем появились до сих пор известные фильмы-мюзиклы режиссёра Жака Деми — «Шербурские зонтики» (1964) и «Девушки из Рошфора» (1967). В результате Франция стала одним из центров мирового кино, привлекающих лучших кинематографистов со всего мира. Такие режиссёры, как, например, Бертолуччи, Ангелопулос или Иоселиани, снимали фильмы, целиком или частично произведённые Францией, многие иностранные актёры снимались во французских фильмах.
В 1960—1970-х годах во французском кино появилась целая плеяда актёров, среди которых наиболее известны Жанна Моро, Жан-Луи Трентиньян, Жан-Поль Бельмондо, Жерар Депардьё, Катрин Денёв, Ален Делон, Анни Жирардо. Стали популярны французские комики Пьер Ришар и Колюш.
Современное французское кино — это достаточно утончённое кино, в котором психология и драматизм сюжета сочетаются с некоторой пикантностью и художественной красотой съёмок. Стиль определяют модные режиссёры Люк Бессон, Жан-Пьер Жёне, Франсуа Озон, Филипп Гаррель. Популярны актёры Жан Рено, Одри Тоту, Марион Котийяр, Софи Марсо, Кристиан Клавье, Матьё Кассовиц, Луи Гаррель, Леа Сейду. Правительство Франции активно содействует развитию и экспорту национального кинематографа.
С 1946 года проводятся Международные кинофестивали в Каннах. В 1976 году учреждена ежегодная национальная кинопремия «Сезар».

### Театр

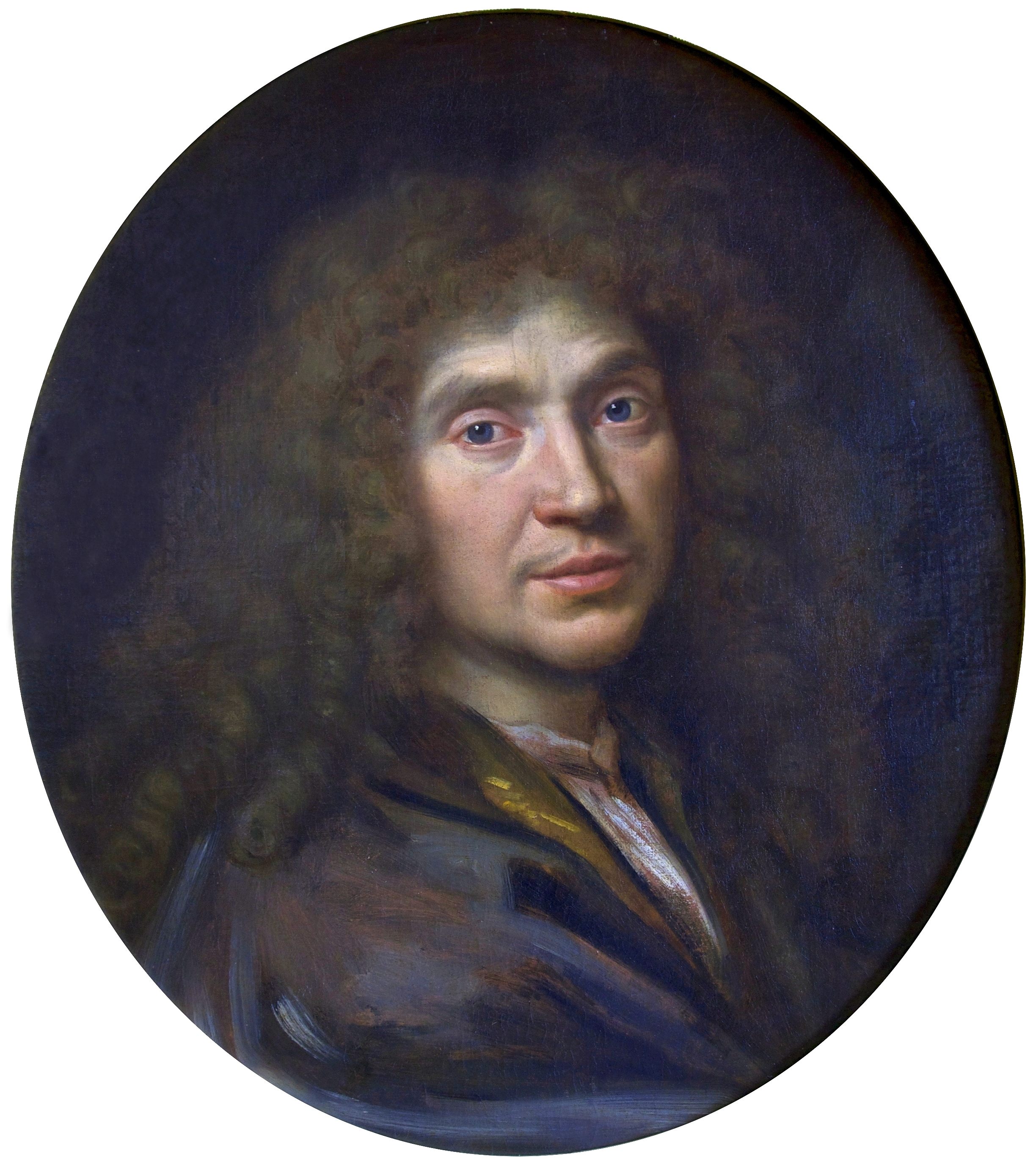
Мольер

Традиции театральных представлений во Франции восходят к средним векам. В эпоху Возрождения театральные представления в городах жёстко контролировались гильдиями; так, гильдия «Les Confrères de la Passion» имела монополию на представления мистерий в Париже, а в конце XVI века — вообще на все театральные представления. Гильдия снимала помещение для театра. Кроме публичных театров, представления давали в частных домах. Женщины могли участвовать в представлениях, но все актёры были отлучены от церкви. В XVII веке театральные представления окончательно разделились на комедии и трагедии, была также популярна итальянская комедия дель арте. Появились постоянные театры; в 1689 году два из них были объединены по указу Людовика XIV, образовав Комеди Франсез. В настоящее время это единственный французский репертуарный театр, финансируемый правительством. В провинции распространились странствующие труппы актёров. В конце XVII века во французском театре полностью доминировал классицизм, с концепцией единства места, времени и действия. Эта концепция перестала быть доминирующей лишь в XIX веке, по мере появления романтизма, а затем реализма и декадентских течений. Самой знаменитой французской драматической актрисой XIX века считается Сара Бернар. В XX веке французский театр был подвержен авангардным течениям, позже испытал сильное влияние Брехта. В 1964 году Ариана Мнушкина и Филипп Леотар создали «Театр дю солей», призванный устранить разницу между актёрами, драматургом и зрителями.
Во Франции существует сильная цирковая школа; в частности, в 1970-е годы здесь (одновременно с Великобританией, Австралией и США) возник так называемый «новый цирк», вид театрализованного представления, в котором сюжет или тема передаются зрителями при помощи методов циркового искусства.

## Образование и наука
Образование во Франции является обязательным с 3 до 16 лет и строится на следующих основных принципах: свобода преподавания (государственные и частные учреждения), бесплатность, нейтральность и лаицизм.

### Высшее образование
Высшее образование доступно только при наличии законченного среднего образования (фр. baccalauréat, не путать с бакалавром — степенью высшего образования) и отличается большим разнообразием вузов и предлагаемых дисциплин. Большинство высших учебных заведений являются государственными и подчиняются Министерству образования Франции. Исторически во Франции сложилось два типа высших учебных заведений:
- Университеты, готовящие преподавателей, врачей, юристов и научных работников;
- Высшие школы, готовящие высокопрофессиональных специалистов инженерного и военного дела, управления, экономики, образования и культуры.

### Наука
Наука во Франции постепенно переходит на частное финансирование: в 1975 году государство финансировало 28,0 % всех расходов на НИОКР, в 1995 году — только 13,7 %, а в 2003 году лишь 12,6 %. Зато возросла доля расходов частных предприятий на НИОКР в 1975—2003 гг., с 63,8 до 78,0 %.
Доля иностранного финансирования колебалась — в 1975 году она составила 8,2 %, в 1995 году — 11,1 %, в 2003 году — 9,4 %.
В 2001 году научные работники составили 7,0 % самодеятельного населения Франции.
Главную роль в научно-технических новшествах среди предприятий играли в начале 2000-х крупные и крупнейшие: всего в 12 из них с числом занятых более 500 человек в 2003 году было сосредоточено почти 70 % научных работников. Они обеспечивали около 80 % внутренних расходов на НИОКР всех предприятий Франции. Очень высока была в начале 2000-х отраслевая концентрация расходов на НИОКР: только шесть отраслей (автомобильная, производство средств коммуникаций, фармацевтическая, авиакосмическая и другие) осуществляли 64 % расходов и использовали 59 % научного персонала. 

Самый крупный центр научных исследований во Франции — CNRS (Centre national de la recherche scientifique — национальный центр научных исследований).

В области атомной энергетики выделяется научный центр CEA (Comissariat à l'énergie atomique); в сфере исследований космоса и проектирования космических приборов — CNES (Centre national d'études spatiales), разрабатывавший несколько проектов совместно с советскими и российскими инженерами.
Франция активно участвует в европейских научных проектах, например, в проекте спутниковой системы навигации Galileo или в проекте Envisat — спутника, изучающего климат Земли.

## СМИ

### Телевидение и радиовещание
В 1995 году 95 % французских семей имело у себя дома телевизор.
В дециметровом диапазоне работают несколько государственных (France 2, France 3, France 5, Arte — последний совместно с Германией) и частных (TF1, Canal+ (платный канал), M6) телекомпаний.
Государственное радио и государственное телевидение управляется Высшим советом радио и телевидения, три члена которого назначаются Президентом, три — председателем Сената, три — председателем Национального Собрания, все члены назначаются сроком на 6 лет, с обновлением каждые два года без права на повторное назначение, председатель Высшего совета радио и телевидения назначается Президентом.
С появлением в 2005 году цифрового эфирного телевидения набор доступных бесплатных каналов расширился. С 2009 года начинается постепенный отказ от аналогового телевидения, полное выключение которого на территории Франции уже выполнено.
Множество тематических государственных радиостанций вещает в FM-диапазоне: France Inter, France Info (новости), France Bleu (местные новости), France Culture (культура), France Musique (классическая музыка, джаз), FIP (музыка), Le Mouv' (молодёжная рок-радиостанция) и другие.
Франция располагает радиостанцией Международное французское радио с аудиторией в 44 млн человек и вещающее на 13 языках.
В 2009 году планируется определить условия перехода радиостанций на цифровое вещание с целью полного отказа от аналоговых технологий к 2011 году[обновить данные].
Песни на французском радио должны занимать не меньше 40 % времени.

### Пресса
Популярные журналы:
- «Paris Match» (иллюстрированный еженедельник новостей),
- «Femme actuelle»,
- «Elle»,
- «Marie-Claire» (журналы для женщин),
- «L’Express»,
- «Le Point»,
- «Le Nouvel Observateur» (еженедельники новостей),
- «Télé7 jours» (телевизионные программы и новости).

Среди ежедневных газет национального значения наибольшие тиражи имеют:
- «Le Figaro»,
- «Le Parisien»,
- «Le Monde»,
- «France Soir»,
- «Libération».

Самые популярные специализированные журналы — «L’Equipe» (спортивный) и «Les Echos» (деловые новости).
С начала 2000-х годов распространение получила ежедневная бесплатная пресса, финансируемая за счёт размещаемой в ней рекламы: «20 minutes» (лидер французской прессы по количеству читателей), «Direct matin», международная газета «Metro», а также множество местных изданий.
Выпускается также много ежедневных региональных газет, самая известная из них «Ouest-France», выпускаемая тиражом 797 тыс. экземпляров, почти вдвое превышающим тираж любой из национальных ежедневных газет.

## Спорт

### Олимпийские игры
Основателем современного олимпийского движения стал французский общественный деятель, педагог Пьер де Кубертен (1863—1937).
За всё время Олимпийских игр сборная Франции завоевала больше всего медалей в велоспорте.
Французские спортсмены участвуют в Олимпийских играх с 1896 года. Кроме того, соревнования Летних Олимпийских игр дважды проходили в Париже — в 1900 и 1924 годах, Зимние Олимпийские игры проводились трижды в трёх различных городах — в Шамони (1924), Гренобле (1968) и Альбервиле (1992). В 2024 году впервые за 100 лет Париж вновь принял Олимпийские игры.

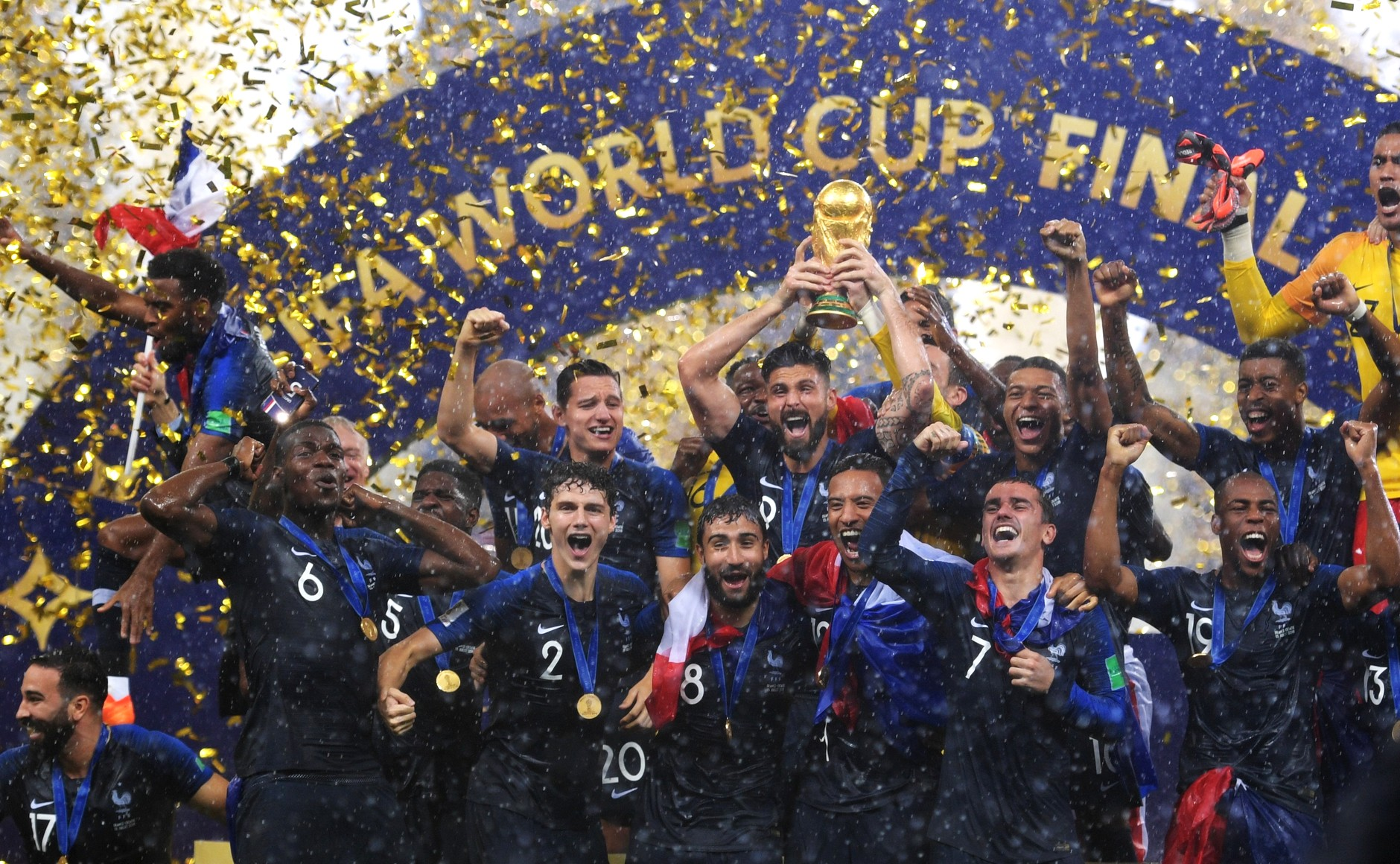
Игроки сборной Франции по футболу поднимают 15 июля 2018 года в Москве трофей 21-го чемпионата мира по футболу.

### Футбол
Сборная Франции по футболу выигрывала чемпионат мира в 1998 и 2018 годах, и чемпионат Европы в 1984 и 2000 годах.
В стране проходили чемпионаты мира по футболу в 1938 и 1998 годах, а также чемпионаты Европы — в 1960, 1984 и 2016 годах.

### Велоспорт
Старейшей в мире велогонкой является 1200-километровая Париж — Брест — Париж, проводящаяся с 1891 года и организуемая клубом Audax Club Parisien, также являющимся головной организацией всемирного движения рандоннёров. C 1903 года во Франции проводится самая престижная велосипедная гонка мира — Тур де Франс. Гонка, начинающаяся в июне, состоит из 21 однодневного этапа. По Франции проходят маршруты многих классических велогонок, наиболее престижной из которых считается монументальная классика Париж — Рубе.

### Биатлон
Биатлон становится популярен во Франции благодаря таким спортсменам, как Рафаэль Пуаре, Мартен и Симон Фуркады, Мари-Лор Брюне и Мари Дорен Абер. В стране регулярно проходят этапы кубка мира по биатлону.

## В астрономии
В честь Франции назван астероид (862) Франция, открытый 28 января 1917 года немецким астрономом Максом Вольфом в обсерватории Хайдельберга